# Codis de matrícules alemanyes

Mapa d'Alemanya amb els 655 codis identificatius.

Aquest article proporciona una llista amb els codis identificatius d'àrea utilitzats a les plaques de matrícula alemanyes. Aquests codis corresponen als 655 districtes rurals i districtes urbans. Des de l'1 de novembre de 2012, un mateix districte pot tenir diversos codis d'identificació, i el propietari de l'automòbil pot triar el que prefereixi. La majoria de codis alternatius s'han creat per esgotament del codi inicial, per tant, aquests donen una indicació sobre si l'automòbil és més nou o més vell.
El codi d'àrea o Unterscheidungszeichen consta d'una, dues o tres lletres que representen el districte on està matriculat l'automòbil, com ara B per a Berlín, NB pel districte urbà de Neubrandenburg o HSK per a Hochsauerlandkreis. Aquestes lletres es refereixen bàsicament als districtes alemanys, però després d'alguns canvis en la llei ja no són inequívoques. Quan es va introduir el sistema actual el 1997, a cada districte se li va assignar exactament una abreviatura. Sempre que un districte es fusionava amb un altre o canviava el seu nom, el seu codi es redefinia. Mentre que les matrícules existents continuarien sent vàlides, a qualsevol vehicle matriculat a partir d'aleshores només se li podria assignar el codi actual. En alguns casos, un districte urbà i el districte no urbà circumdant comparteixen el mateix codi de lletres. Normalment, es distingeixen per diferents patrons de lletra/dígit. L'assignació de cada codi i combinació es registra al Zentrales Fahrzeugregister (§34).
Tanmateix, des del 2013, es van reintroduir els prefixos que havien estat abolits durant molt de temps, revocant la regla d'unanimitat. En conseqüència, molts districtes ara utilitzen més d'un codi, i certs codis, en canvi, no s'assignen només a un sol districte. De la mateixa manera, diverses ciutats que comparteixen el seu codi amb els districtes rurals circumdants han començat a utilitzar qualsevol codi disponible per a tots dos districtes sense cap distinció; la ciutat de Ratisbona, per exemple, i el districte rural circumdant de Ratisbona utilitzaven sistemes diferents amb el seu únic codi R fins al 2007.
Alemanya inclou signes diacrítics a les lletres d'alguns codis, és a dir, les lletres Ä, Ö i Ü, però no la ẞ. Durant molt de temps, els codis alemanys es van mantenir amb la norma que un codi amb una vocal amb dièresi prohibiria un altre codi amb la mateixa vocal sense dièresi, és a dir, no hi podia haver un codi de districte FU, ja que el codi FÜ ja s'utilitzava per al districte de Fürth. Aquesta norma es va trencar el 1996, quan es va introduir el codi BÖ per a Bördekreis tot i que ja existia BO per a Bochum. De tota manera, Bördekreis va obtenir el codi BK el 2007, probablement a causa de confusions a l'estranger, per multes, etc.
| Índex A B C D E F G H I J K L M N O P Q R S T U V W X Y Z |

| Codi d'àrea | Nom del districte rural o urbà                                                          | El codi surt de                                                         | Imatge                                                                                        | Estat federal                                                           |
| ----------- | --------------------------------------------------------------------------------------- | ----------------------------------------------------------------------- | --------------------------------------------------------------------------------------------- | ----------------------------------------------------------------------- |
| A           | Districte urbà d'Augsburg i districte d'Augsburg                                        | Augsburg                                                                | Matrícula alemanya districte d'Augsburg                                                       | Baviera                                                                 |
| AA          | Districte d'Ostalb                                                                      | AAlen                                                                   | Matrícula alemanya districte d'Ostalb codi per Aalen                                          | Baden-Württemberg                                                       |
| AB          | Districte urbà d'Aschaffenburg i districte d'Aschaffenburg                              | AschaffenBurg                                                           |                                                                                               | Baviera                                                                 |
| ABG         | Districte d'Altenburger Land                                                            | AltenBurG                                                               |                                                                                               | Turíngia                                                                |
| ABI         | Districte d'Anhalt-Bitterfeld                                                           | Anhalt-BItterfeld                                                       |                                                                                               | Saxònia-Anhalt                                                          |
| AC          | Regió urbana d'Aachen                                                                   | AaChen                                                                  | Matrícula alemanya districte d'Aachen                                                         | Rin del Nord-Westfàlia                                                  |
| AE          | Districte de Vogtland                                                                   | AuErbach                                                                |                                                                                               | Saxònia                                                                 |
| AH          | Districte de Borken                                                                     | AHaus                                                                   |                                                                                               | Rin del Nord-Westfàlia                                                  |
| AIC         | Districte d'Aichach-Friedberg                                                           | AIChach                                                                 |                                                                                               | Baviera                                                                 |
| AK          | Districte d'Altenkirchen                                                                | AltenKirchen                                                            |                                                                                               | Renània-Palatinat                                                       |
| ALF         | Districte de Hildesheim                                                                 | ALFeld                                                                  |                                                                                               | Renània-Palatinat                                                       |
| ALZ         | Districte d'Aschaffenburg                                                               | ALZenau                                                                 |                                                                                               | Baviera                                                                 |
| AM          | Districte urbà d'Amberg                                                                 | AMberg                                                                  |                                                                                               | Baviera                                                                 |
| AN          | Districte urbà de Ansbach i districte d'Ansbach                                         | ANsbach                                                                 |                                                                                               | Baviera                                                                 |
| ANA         | Districte d'Erzgebirge                                                                  | ANnAberg-Buchholz                                                       |                                                                                               | Saxònia                                                                 |
| ANG         | Districte d'Uckermark                                                                   | ANGermünde                                                              |                                                                                               | Brandenburg                                                             |
| ANK         | Districte de Vorpommern-Greifswald                                                      | ANKlam                                                                  |                                                                                               | Mecklemburg-Pomerània Occidental                                        |
| AÖ          | Districte d'Altötting                                                                   | AltÖtting                                                               |                                                                                               | Baviera                                                                 |
| AP          | Districte de Weimarer Land                                                              | APolda                                                                  |                                                                                               | Turíngia                                                                |
| APD         | Districte de Weimarer Land                                                              | APolDa                                                                  |                                                                                               | Turíngia                                                                |
| ARN         | Districte d'Ilm                                                                         | ARNstadt                                                                |                                                                                               | Turíngia                                                                |
| ART         | Districte de Kyffhäuser                                                                 | ARTern                                                                  |                                                                                               | Turíngia                                                                |
| AS          | Districte d'Amberg-Sulzbach                                                             | Amberg-Sulzbach                                                         |                                                                                               | Baviera                                                                 |
| ASL         | Districte de Salzland                                                                   | AscherSLeben                                                            |                                                                                               | Saxònia-Anhalt                                                          |
| ASZ         | Districte d'Erzgebirge                                                                  | Antic districte d'Aue-SchwarZenberg                                     |                                                                                               | Saxònia                                                                 |
| AT          | Districte de Mecklenburgische Seenplatte                                                | AltenTreptow                                                            |                                                                                               | Mecklemburg-Pomerània Occidental                                        |
| AU          | Districte d'Erzgebirge                                                                  | AUe                                                                     |                                                                                               | Saxònia                                                                 |
| AUR         | Districte d'Aurich                                                                      | AURich                                                                  |                                                                                               | Baixa Saxònia                                                           |
| AW          | Districte d'Ahrweiler                                                                   | AhrWeiler                                                               | Matrícula alemanya districte d'Ahrweiler                                                      | Renània-Palatinat                                                       |
| AZ          | Districte d'Alzey-Worms                                                                 | AlZey                                                                   | Matrícula alemanya districte d'Alzey-Worms                                                    | Renània-Palatinat                                                       |
| AZE         | Districte d'Anhalt-Bitterfeld                                                           | De l'antic districte d'Anhalt-ZErbst                                    |                                                                                               | Saxònia-Anhalt                                                          |
| B           | Districte urbà de Berlín                                                                | Berlin                                                                  | Matrícula alemanya districte de Berlin.                                                       | Berlín                                                                  |
| BA          | Districte urbà de Bamberg i districte de Bamberg                                        | BAmberg                                                                 |                                                                                               | Baviera                                                                 |
| BAD         | Districte urbà de Baden-Baden                                                           | BADen-Baden                                                             |                                                                                               | Baden-Württemberg                                                       |
| BAR         | Districte de Barnim                                                                     | BARnim                                                                  |                                                                                               | Brandenburg                                                             |
| BB          | Districte de Böblingen                                                                  | BöBlingen                                                               |                                                                                               | Baden-Württemberg                                                       |
| BBG         | Districte de Salzland                                                                   | BernBurG                                                                |                                                                                               | Saxònia-Anhalt                                                          |
| BBL         | Govern, Parlament i policia de Brandeburg                                               | BrandenBurgische Landesregierung, Landtag und Polizei                   |                                                                                               | Brandenburg                                                             |
| BC          | Districte de Biberach                                                                   | BiberaCh an der Riß                                                     |                                                                                               | Baden-Württemberg                                                       |
| BCH         | Districte de Neclar-Odenwald                                                            | BuChen                                                                  |                                                                                               | Baden-Württemberg                                                       |
| BD          | Vehicles del Parlament i del Consell Federal alemanys                                   | BunD                                                                    |                                                                                               | nacional                                                                |
| BE          | Districte de Warendorf                                                                  | BEckum                                                                  |                                                                                               | Rin del Nord-Westfàlia                                                  |
| BED         | Districte de Mittelsachsen                                                              | Brand-ErbisDorf                                                         |                                                                                               | Saxònia                                                                 |
| BER         | Districte de Barnim                                                                     | BERnau bei Berlin                                                       |                                                                                               | Brandenburg                                                             |
| BF          | Districte de Steinfurt                                                                  | BurgsteinFurt                                                           |                                                                                               | Rin del Nord-Westfàlia                                                  |
| BGL         | Districte de Berchtesgadener Land                                                       | BerchtesGadener Land                                                    |                                                                                               | Baviera                                                                 |
| BI          | Districte urbà de Bielefeld                                                             | BIelefeld                                                               |                                                                                               | Rin del Nord-Westfàlia                                                  |
| BID         | Districte de Marburg-Biedenkopf                                                         | BIeDenkopf                                                              |                                                                                               | Hessen                                                                  |
| BIN         | Districte de Mainz-Bingen                                                               | BINgen am Rhein                                                         |                                                                                               | Renània-Palatinat                                                       |
| BIR         | Districte de Birkenfeld                                                                 | BIRkenfeld                                                              |                                                                                               | Renània-Palatinat                                                       |
| BIT         | Districte de Bitburg-Prüm                                                               | BITburg                                                                 |                                                                                               | Renània-Palatinat                                                       |
| BIW         | Districte de Bautzen                                                                    | BIschofsWerda                                                           |                                                                                               | Saxònia                                                                 |
| BK          | Districte de Börde                                                                      | BördeKreis                                                              |                                                                                               | Saxònia-Anhalt                                                          |
| BKS         | Districte de Bernkastel-Wittlich                                                        | Bernkastel-KueS                                                         |                                                                                               | Renània-Palatinat                                                       |
| BL          | Districte de Zollernalb                                                                 | BaLingen                                                                |                                                                                               | Baden-Württemberg                                                       |
| BLB         | Districte de Siegen-Wittgenstein                                                        | BerLeBurg                                                               |                                                                                               | Rin del Nord-Westfàlia                                                  |
| BLK         | Districte du Burgenland                                                                 | BurgenLandKreis                                                         |                                                                                               | Saxònia-Anhalt                                                          |
| BM          | Districte de Rhein-Erft-Kreis                                                           | BergheiM                                                                | Matrícula alemanya districte de Rhein-Erft-Kreis codi per Bergheim                            | Rin del Nord-Westfàlia                                                  |
| BN          | Districte urbà de Bonn                                                                  | BonN                                                                    | Matrícula alemanya districte de Bonn                                                          | Rin del Nord-Westfàlia                                                  |
| BNA         | Districte de Leipzig                                                                    | BorNA                                                                   |                                                                                               | Saxònia                                                                 |
| BO          | Districte urbà de Bochum                                                                | BOchum                                                                  | Matrícula alemanya districte de Bochum                                                        | Rin del Nord-Westfàlia                                                  |
| BÖ          | Districte de la Börde                                                                   | Magdeburger BÖrde                                                       |                                                                                               | Saxònia-Anhalt                                                          |
| BOH         | Districte de Borken                                                                     | BOcHolt                                                                 |                                                                                               | Rin del Nord-Westfàlia                                                  |
| BOR         | Districte de Borken                                                                     | BORken                                                                  |                                                                                               | Rin del Nord-Westfàlia                                                  |
| BOT         | Districte de Bottrop                                                                    | BOTtrop                                                                 |                                                                                               | Rin del Nord-Westfàlia                                                  |
| BP          | Codi de la Policia Federal alemanya                                                     | BundesPolizei                                                           |                                                                                               | nacional                                                                |
| BRA         | Districte de Wesermarsch                                                                | BRAke                                                                   | Matrícula alemanya districte de Wesermarsch codi per Brake                                    | Baixa Saxònia                                                           |
| BRB         | Districte urbà de Brandenburg an der Havel                                              | BRandenBurg an der Havel                                                |                                                                                               | Brandenburg                                                             |
| BRG         | Districte de Jerichower Land                                                            | BuRG bei Magdeburg                                                      |                                                                                               | Saxònia-Anhalt                                                          |
| BRK         | Districte de Bad Kissingen                                                              | Bad BRücKenau                                                           |                                                                                               | Baviera                                                                 |
| BRL         | Districte de Goslar                                                                     | BRaunLage                                                               |                                                                                               | Baixa Saxònia                                                           |
| BRV         | Districte de Rotenburg                                                                  | BRemerVörde                                                             |                                                                                               | Baixa Saxònia                                                           |
| BS          | Districte urbà de Braunschweig                                                          | BraunSchweig                                                            | Matrícula alemanya districte urbà de Braunschweig                                             | Baixa Saxònia                                                           |
| BT          | Districte urbà de Bayreuth i districte de Bayreuth                                      | BayreuTh                                                                |                                                                                               | Baviera                                                                 |
| BTF         | Districte d'Anhalt-Bitterfeld                                                           | BiTterFeld                                                              |                                                                                               | Saxònia-Anhalt                                                          |
| BÜD         | Districte de Wetterau                                                                   | BÜDingen                                                                |                                                                                               | Hessen                                                                  |
| BUL         | Districte de Schwandorf                                                                 | Burglengenfeld                                                          |                                                                                               | Baviera                                                                 |
| BÜR         | Districte de Paderborn                                                                  | Büren                                                                   |                                                                                               | Baviera                                                                 |
| BÜS         | Districte urbà de Büsingen                                                              | BÜSingen                                                                |                                                                                               | Baden-Württemberg                                                       |
| BÜZ         | Districte de Rostock                                                                    | BÜtZow                                                                  |                                                                                               | Mecklemburg-Pomerània Occidental                                        |
| BW          | Administració Federal de l'Aigua i la Navegació                                         | BundesWasser und Schifffahrtsverwaltung                                 |                                                                                               | nacional                                                                |
| BWL         | Govern, Parlament i policia de Baden-Württemberg                                        | Baden-Württembergischer Landesregierung, Landtag und Polizei            |                                                                                               | Baden-Württemberg                                                       |
| BYL         | Govern i Parlament de Baviera                                                           | BaYerischer Landesregierung und Landtag                                 |                                                                                               | Baviera                                                                 |
| BZ          | Districte de Bautzen                                                                    | BautZen                                                                 |                                                                                               | Saxònia                                                                 |
| C           | Districte urbà de Chemnitz                                                              | Chemnitz                                                                |                                                                                               | Saxònia                                                                 |
| CA          | Districte d'Oberspreewald-Lausitz                                                       | CAlau                                                                   |                                                                                               | Brandenburg                                                             |
| CAS         | Districte de Recklinghausen                                                             | CAStrop-Rauxel                                                          |                                                                                               | Rin del Nord-Westfàlia                                                  |
| CB          | Districte urbà de Cottbus                                                               | CottBus                                                                 |                                                                                               | Brandenburg                                                             |
| CE          | Districte de Celle                                                                      | CElle                                                                   |                                                                                               | Baixa Saxònia                                                           |
| CHA         | Districte de Cham                                                                       | CHAm                                                                    |                                                                                               | Baviera                                                                 |
| CLP         | Districte de Cloppenburg                                                                | CLoPpenburg                                                             | Matrícula alemanya districte de Cloppenburg                                                   | Baixa Saxònia                                                           |
| CLZ         | Districte de Goslar                                                                     | CLausthal-Zellerfeld                                                    |                                                                                               | Baixa Saxònia                                                           |
| CO          | Districte urbà de Coburg i districte de Coburg                                          | COburg                                                                  |                                                                                               | Baviera                                                                 |
| COC         | Districte de Cochem-Zell                                                                | COChem                                                                  |                                                                                               | Renània-Palatinat                                                       |
| COE         | Districte de Coesfeld                                                                   | COEsfeld                                                                | Matrícula alemanya districte de Coesfeld                                                      | Rin del Nord-Westfàlia                                                  |
| CR          | Districte de Schwäbisch Hall                                                            | CRailsheim                                                              |                                                                                               | Baden-Württemberg                                                       |
| CUX         | Districte de Cuxhaven                                                                   | CUXhaven                                                                |                                                                                               | Baixa Saxònia                                                           |
| CW          | Districte de Calw                                                                       | CalW                                                                    | Matrícula alemanya districte de Calw                                                          | Baden-Württemberg                                                       |
| D           | Districte urbà de Düsseldorf                                                            | Düsseldorf                                                              | Matrícula alemanya districte urbà de Düsseldorf                                               | Rin del Nord-Westfàlia                                                  |
| DA          | Districte urbà de Darmstadt i districte de Darmstadt-Dieburg                            | DArmstadt                                                               |                                                                                               | Hessen                                                                  |
| DAH         | Districte de Dachau                                                                     | DAcHau                                                                  |                                                                                               | Baviera                                                                 |
| DAN         | Districte de Lüchow-Dannenberg                                                          | Lüchow-DANnenberg                                                       |                                                                                               | Baixa Saxònia                                                           |
| DAU         | Districte de Vulkaneifel                                                                | DAUn (seu del districte)                                                |                                                                                               | Renània-Palatinat                                                       |
| DBR         | Antic Districte de Bad Doberan                                                          | Bad DoBeRan                                                             |                                                                                               | Mecklemburg-Pomerània Occidental                                        |
| DD          | Districte urbà de Dresden                                                               | DresDen                                                                 | Matrícula alemanya districte urbà de Dresden                                                  | Saxònia                                                                 |
| DE          | Districte urbà de Dessau-Roßlau                                                         | DEssau-Roßlau                                                           |                                                                                               | Saxònia-Anhalt                                                          |
| DEG         | Districte de Deggendorf                                                                 | DEGgendorf                                                              |                                                                                               | Baviera                                                                 |
| DEL         | Districte urbà de Delmenhorst                                                           | DELmenhorst                                                             |                                                                                               | Baixa Saxònia                                                           |
| DGF         | Districte de Dingolfing-Landau                                                          | DinGolFing-Landau                                                       |                                                                                               | Baviera                                                                 |
| DH          | Districte de Diepholz                                                                   | DiepHolz                                                                |                                                                                               | Baixa Saxònia                                                           |
| DI          | Districte de Darmstadt-Dieburg                                                          | Darmstadt-DIeburg                                                       |                                                                                               | Hessen                                                                  |
| DIL         | Districte de Lahn-Dill                                                                  | DILlenburg (seu del districte)                                          |                                                                                               | Hessen                                                                  |
| DIN         | Districte de Wesel                                                                      | DINslaken (seu del districte)                                           |                                                                                               | Rin del Nord-Westfàlia                                                  |
| DIZ         | Districte de Rhein-Lahn                                                                 | DIeZ (seu del districte)                                                |                                                                                               | Renània-Palatinat                                                       |
| DKB         | Districte d'Ansbach                                                                     | DinKelsBühl (seu del districte)                                         |                                                                                               | Baviera                                                                 |
| DL          | Districte de Mittelsachsen                                                              | DöbeLn                                                                  |                                                                                               | Saxònia                                                                 |
| DLG         | Districte de Dillingen                                                                  | DiLlinGen                                                               |                                                                                               | Baviera                                                                 |
| DM          | Districte de Demmin                                                                     | DemMin                                                                  |                                                                                               | Mecklemburg-Pomerània Occidental                                        |
| DN          | Districte de Düren                                                                      | DüreN                                                                   | Matrícula alemanya districte de Düren                                                         | Rin del Nord-Westfàlia                                                  |
| DO          | Districte urbà de Dortmund                                                              | DOrtmund                                                                |                                                                                               | Rin del Nord-Westfàlia                                                  |
| DON         | Districte de Donau-Ries                                                                 | DONauwörth                                                              |                                                                                               | Baviera                                                                 |
| DU          | Districte urbà de Duisburg                                                              | DUisburg                                                                | Matrícula alemanya districte urbà de Duisburg                                                 | Rin del Nord-Westfàlia                                                  |
| DUD         | Districte de Göttingen                                                                  | DUDerstadt                                                              |                                                                                               | Baixa Saxònia                                                           |
| DÜW         | Districte de Bad Dürkheim                                                               | Dürkheim an der Weinstraße                                              |                                                                                               | Renània-Palatinat                                                       |
| DW          | Districte de Sächsische Schweiz-Osterzgebirge                                           | DippoldisWalde                                                          | Matrícula alemanya districte de Sächsische Schweiz-Osterzgebirge                              | Saxònia                                                                 |
| DZ          | Districte de Nordsachsen                                                                | DelitZsch                                                               |                                                                                               | Saxònia                                                                 |
| E           | Districte urbà d'Essen                                                                  | Essen                                                                   |                                                                                               | Rin del Nord-Westfàlia                                                  |
| EA          | Districte urbà d'Eisenach                                                               | EisenAch                                                                |                                                                                               | Turíngia                                                                |
| EB          | Districte de Nordsachsen                                                                | EilenBurg                                                               |                                                                                               | Saxònia                                                                 |
| EBE         | Districte d'Ebersberg                                                                   | EBErsberg                                                               |                                                                                               | Baviera                                                                 |
| EBN         | Districte de Haßberge                                                                   | EBerN                                                                   |                                                                                               | Baviera                                                                 |
| ECK         | Districte de Rendsburg-Eckernförde                                                      | ECKernförde                                                             | Matrícula alemanya districte de Rendsburg-Eckernförde                                         | Slesvig-Holstein                                                        |
| ED          | Districte d'Erding                                                                      | ErDing                                                                  |                                                                                               | Baviera                                                                 |
| EE          | Districte d'Elbe-Elster                                                                 | Elbe-Elster                                                             |                                                                                               | Brandenburg                                                             |
| EF          | Districte urbà d'Erfurt                                                                 | ErFurt                                                                  |                                                                                               | Turíngia                                                                |
| EG          | Districte de Rottal-Inn                                                                 | EGgenfelden                                                             |                                                                                               | Baviera                                                                 |
| EI          | Districte d'Eichstätt                                                                   | EIchstätt                                                               |                                                                                               | Baviera                                                                 |
| EIC         | Districte d'Eichsfeld                                                                   | EIChsfeld                                                               |                                                                                               | Turíngia                                                                |
| EIL         | Districte de Mansfeld-Südharz                                                           | EIsLeben                                                                |                                                                                               | Saxònia-Anhalt                                                          |
| EIN         | Districte de Northeim                                                                   | EINbeck                                                                 |                                                                                               | Baixa Saxònia                                                           |
| EIS         | Districte de Saale-Holzland                                                             | EISenberg                                                               |                                                                                               | Turíngia                                                                |
| EL          | Districte d'Emsland                                                                     | EmsLand                                                                 | Matrícula alemanya districte d'Emsland                                                        | Baixa Saxònia                                                           |
| EM          | Districte d'Emmendingen                                                                 | EMmendingen                                                             |                                                                                               | Baden-Württemberg                                                       |
| EMD         | Districte d'Emden                                                                       | EMDen                                                                   |                                                                                               | Baixa Saxònia                                                           |
| EMS         | Districte de Rhein-Lahn                                                                 | Bad EMS                                                                 | Matrícula alemanya districte de Rhein-Lahn codi per Bad Ems                                   | Renània-Palatinat                                                       |
| EN          | Districte d'Ennepe-Ruhr                                                                 | ENnepe-Ruhr                                                             |                                                                                               | Rin del Nord-Westfàlia                                                  |
| ER          | Districte urbà d'Erlangen                                                               | ERlangen                                                                | Matrícula alemanya districte d'Erlangen                                                       | Baviera                                                                 |
| ERB         | Districte d'Odenwald                                                                    | ERBach                                                                  |                                                                                               | Hessen                                                                  |
| ERH         | Districte d'Erlangen-Höchstadt                                                          | Erlangen-Höchstadt                                                      |                                                                                               | Baviera                                                                 |
| ERK         | Districte de Heinsberg                                                                  | ERKelenz                                                                | Matrícula alemanya districte de Heinsberg codi per Erkelenz                                   | Rin del Nord-Westfàlia                                                  |
| ERZ         | Districte d'Erzgebirge                                                                  | ERZgebirge                                                              |                                                                                               | Saxònia                                                                 |
| ES          | Districte d'Esslingen                                                                   | ESslingen                                                               |                                                                                               | Baden-Württemberg                                                       |
| ESW         | Districte de Werra-Meißner                                                              | ESchWege                                                                |                                                                                               | Hessen                                                                  |
| EU          | Districte d'Euskirchen                                                                  | EUskirchen                                                              | Matrícula alemanya districte d'Euskirchen                                                     | Rin del Nord-Westfàlia                                                  |
| EW          | Districte de Barnim                                                                     | EbersWalde                                                              |                                                                                               | Brandenburg                                                             |
| F           | Districte urbà de Frankfurt del Main                                                    | Frankfurt am Main                                                       | Matrícula alemanya districte urbà de Frankfurt del Main                                       | Hessen                                                                  |
| FB          | Districte de Wetteraukreis                                                              | FriedBerg                                                               | Matrícula alemanya districte de Wetteraukreis codi per Friedberg                              | Hessen                                                                  |
| FD          | Districte de Fulda                                                                      | FulDa                                                                   |                                                                                               | Hessen                                                                  |
| FDB         | Districte d'Aichach-Friedberg                                                           | FrieDBerg                                                               |                                                                                               | Baviera                                                                 |
| FDS         | Districte de Freudenstadt                                                               | FreuDenStadt                                                            |                                                                                               | Baden-Württemberg                                                       |
| FEU         | Districte d'Ansbach                                                                     | FEUchtwangen                                                            |                                                                                               | Baviera                                                                 |
| FF          | Districte urbà de Frankfurt de l'Oder                                                   | FrankFurt an der Oder                                                   |                                                                                               | Brandenburg                                                             |
| FFB         | Districte de Fürstenfeldbruck                                                           | FürstenFeldBruck                                                        | Matrícula alemanya districte de Fürstenfeldbruck                                              | Baviera                                                                 |
| FG          | Districte de Mittelsachsen                                                              | FreiberG                                                                |                                                                                               | Saxònia                                                                 |
| FI          | Districte d'Elbe-Elster                                                                 | FInsterwalde                                                            |                                                                                               | Brandenburg                                                             |
| FKB         | Districte de Waldeck-Frankenberg                                                        | FranKenBerg                                                             |                                                                                               | Hessen                                                                  |
| FL          | Districte urbà de Flensburg                                                             | FLensburg                                                               | Matrícula alemanya districte urbà de Flensburg                                                | Slesvig-Holstein                                                        |
| FLÖ         | Districte de Mittelsachsen                                                              | FLÖha                                                                   |                                                                                               | Saxònia                                                                 |
| FN          | Districte de Bodensee                                                                   | FriedrichshafeN                                                         | Matrícula alemanya districte de Bodensee codi per Friedrichshafen                             | Baden-Württemberg                                                       |
| FO          | Districte de Forchheim                                                                  | FOrchheim                                                               | Matrícula alemanya districte de Forchheim                                                     | Baviera                                                                 |
| FOR         | Districte de Spree-Neiße                                                                | FORst (Lausitz)                                                         |                                                                                               | Brandenburg                                                             |
| FR          | Districte urbà de Friburg de Brisgòvia i de Breisgau-Hochschwarzwald                    | FReiburg im Breisgau                                                    | Matrícula alemanya districte urbà de Friburg de Brisgòvia                                     | Baden-Württemberg                                                       |
| FRG         | Districte de Freyung-Grafenau                                                           | FReyung-Grafenau                                                        |                                                                                               | Baviera                                                                 |
| FRI         | Districte de Frise                                                                      | FRIesland                                                               |                                                                                               | Baixa Saxònia                                                           |
| FRW         | Districte de Märkisch-Oderland                                                          | FReienWalde                                                             |                                                                                               | Brandenburg                                                             |
| FS          | Districte de Freising                                                                   | FreiSing                                                                |                                                                                               | Baviera                                                                 |
| FT          | Districte urbà de Frankenthal                                                           | FrankenThal                                                             |                                                                                               | Renània-Palatinat                                                       |
| FTL         | Districte de Sächsische Schweiz-Osterzgebirge                                           | FreiTaL                                                                 |                                                                                               | Saxònia                                                                 |
| FÜ          | Districte urbà de Fürth i districte de Fürth                                            | FÜrth                                                                   |                                                                                               | Baviera                                                                 |
| FÜS         | Districte d'Ostallgäu                                                                   | FÜSsen                                                                  |                                                                                               | Baviera                                                                 |
| FZ          | Districte de Schwalm-Eder                                                               | FritZlar                                                                |                                                                                               | Hessen                                                                  |
| G           | Districte urbà de Gera                                                                  | Gera                                                                    |                                                                                               | Turíngia                                                                |
| GA          | Districte d'Altmark-Salzwedel                                                           | GArdelegen                                                              |                                                                                               | Saxònia-Anhalt                                                          |
| GAN         | Districte de Northeim                                                                   | Bad GANdersheim                                                         |                                                                                               | Baixa Saxònia                                                           |
| GAP         | Districte de Garmisch-Partenkirchen                                                     | GAPrmisch-Partenkirchen                                                 |                                                                                               | Baviera                                                                 |
| GC          | Districte de Zwickau                                                                    | GlauChau                                                                |                                                                                               | Saxònia                                                                 |
| GD          | Districte d'Ostalb                                                                      | Schwäbisch GmünD                                                        | Matrícula alemanya districte d'Ostalb codi per Schwäbisch Gmünd                               | Baden-Württemberg                                                       |
| GDB         | Districte de Nordwestmecklenburg                                                        | GaDeBusch                                                               |                                                                                               | Mecklemburg-Pomerània Occidental                                        |
| GE          | Districte urbà de Gelsenkirchen                                                         | GElsenkirchen                                                           |                                                                                               | Rin del Nord-Westfàlia                                                  |
| GEL         | Districte de Kleve                                                                      | GELdern                                                                 |                                                                                               | Rin del Nord-Westfàlia                                                  |
| GER         | Districte de Germersheim                                                                | GERmersheim                                                             |                                                                                               | Renània-Palatinat                                                       |
| GF          | Districte de Gifhorn                                                                    | GiFhorn                                                                 |                                                                                               | Baixa Saxònia                                                           |
| GG          | Districte de Groß-Gerau                                                                 | Groß-Gerau                                                              | Matrícula alemanya districte de Groß-Gerau                                                    | Hessen                                                                  |
| GHA         | Districte de Leipzig                                                                    | GeitHAin                                                                |                                                                                               | Saxònia                                                                 |
| GHC         | Districte de Wittemberg                                                                 | GräfenHainiChen                                                         |                                                                                               | Saxònia-Anhalt                                                          |
| GI          | Districte de Gießen                                                                     | GIeßen                                                                  | Matrícula alemanya districte de Gießen                                                        | Hessen                                                                  |
| GK          | Districte de Heinsberg                                                                  | GeilenKirchen                                                           |                                                                                               | Hessen                                                                  |
| GL          | Districte de Rhein-Berg                                                                 | Bergisch GLadbach                                                       |                                                                                               | Rin del Nord-Westfàlia                                                  |
| GLA         | Districte de Recklinghausen                                                             | GLAdbeck                                                                |                                                                                               | Rin del Nord-Westfàlia                                                  |
| GM          | Districte d'Oberbergischer                                                              | GumMersbach                                                             |                                                                                               | Rin del Nord-Westfàlia                                                  |
| GMN         | Districte de Vorpommern-Rügen                                                           | GriMmeN                                                                 |                                                                                               | Mecklemburg-Pomerània Occidental                                        |
| GN          | Districte de Main-Kinzig                                                                | GelNhausen                                                              |                                                                                               | Hessen                                                                  |
| GNT         | Districte de Jerichower Land                                                            | GeNThin                                                                 |                                                                                               | Saxònia-Anhalt                                                          |
| GÖ          | Districte urbà de Göttingen i districte de Göttingen                                    | GÖttingen                                                               |                                                                                               | Baixa Saxònia                                                           |
| GOA         | Districte de Rhein-Hunsrück                                                             | Sankt GOAr                                                              |                                                                                               | Renània-Palatinat                                                       |
| GOH         | Districte de Rhein-Lahn                                                                 | Sankt GOarsHausen                                                       |                                                                                               | Renània-Palatinat                                                       |
| GP          | Districte de Göppingen                                                                  | GöPpingen                                                               | Matrícula alemanya districte de Göppingen                                                     | Baden-Württemberg                                                       |
| GR          | Districte de Görlitz                                                                    | GöRlitz                                                                 | Matrícula alemanya districte de Görlitz                                                       | Saxònia                                                                 |
| GRA         | Districte de Freyung-Grafenau                                                           | GRAfenau                                                                |                                                                                               | Baviera                                                                 |
| GRH         | Districte de Meissen                                                                    | GRoßenHain                                                              |                                                                                               | Saxònia                                                                 |
| GRM         | Districte de Leipzig                                                                    | GRiMma                                                                  |                                                                                               | Saxònia                                                                 |
| GRZ         | Districte de Greiz                                                                      | GReiZ                                                                   |                                                                                               | Turíngia                                                                |
| GS          | Districte de Goslar                                                                     | GoSlar                                                                  |                                                                                               | Baixa Saxònia                                                           |
| GT          | Districte de Gütersloh                                                                  | GüTersloh                                                               | Matrícula alemanya districte de Gütersloh                                                     | Rin del Nord-Westfàlia                                                  |
| GTH         | Districte de Gotha                                                                      | GoTHa                                                                   |                                                                                               | Turíngia                                                                |
| GÜ          | Districte de Güstrow                                                                    | GÜstrow                                                                 |                                                                                               | Mecklemburg-Pomerània Occidental                                        |
| GUB         | Districte de Spree-Neisse                                                               | GUBen                                                                   |                                                                                               | Brandenburg                                                             |
| GUN         | Districte de Weißenburg-Gunzenhausen                                                    | GUNzenhausen                                                            |                                                                                               | Baviera                                                                 |
| GV          | Districte de Rhein-Kreis Neuss                                                          | GreVenbroich                                                            |                                                                                               | Rin del Nord-Westfàlia                                                  |
| GVM         | Districte de Nordwestmecklenburg                                                        | GreVesMühlen                                                            |                                                                                               | Mecklemburg-Pomerània Occidental                                        |
| GW          | Districte de Vorpommern-Greifswald                                                      | GreifsWald                                                              |                                                                                               | Mecklemburg-Pomerània Occidental                                        |
| GZ          | Districte de Guntzbourg                                                                 | GuntZburg                                                               | Matrícula alemanya districte de Guntzbourg                                                    | Baviera                                                                 |
| H           | Districte urbà de Hannover i Region Hannover                                            | Hanover                                                                 | Matrícula alemanya districte de Hannover i Region Hannover                                    | Baixa Saxònia                                                           |
| HA          | Districte de Hagen                                                                      | HAgen                                                                   |                                                                                               | Rin del Nord-Westfàlia                                                  |
| HAB         | Districte de Bad Kissingen                                                              | HammelBurg                                                              |                                                                                               | Baviera                                                                 |
| HAL         | Districte urbà de Halle                                                                 | HALle                                                                   |                                                                                               | Saxònia-Anhalt                                                          |
| HAM         | Districte urbà de Hamm                                                                  | HAMm                                                                    |                                                                                               | Rin del Nord-Westfàlia                                                  |
| HAS         | Districte de Hassberge                                                                  | HASsberge                                                               |                                                                                               | Baviera                                                                 |
| HB          | Districte urbà de Bremen i Bremerhaven                                                  | Hansestadt Bremen                                                       |                                                                                               | Bremen                                                                  |
| HBN         | Districte de Hildburghausen                                                             | HildBurghauseN                                                          |                                                                                               | Turíngia                                                                |
| HBS         | Districte de Harz                                                                       | HalBerStadt                                                             |                                                                                               | Saxònia-Anhalt                                                          |
| HC          | Districte de Mittelsachsen                                                              | HainiChen                                                               |                                                                                               | Saxònia                                                                 |
| HCH         | Districte de Zollernalb                                                                 | HeCHingen                                                               |                                                                                               | Baden-Württemberg                                                       |
| HD          | Districte urbà de Heidelberg i districte de Rhin-Neckar                                 | HeiDelberg                                                              | Matrícula alemanya districte urbà de Heidelberg                                               | Baden-Württemberg                                                       |
| HDH         | Districte de Heidenheim                                                                 | HeiDenHeim an der Brenz                                                 | Matrícula alemanya districte de Heidenheim                                                    | Baden-Württemberg                                                       |
| HDL         | Districte de Börde                                                                      | HalDensLeben                                                            |                                                                                               | Saxònia-Anhalt                                                          |
| HE          | Districte de Helmstedt                                                                  | HElmstedt                                                               |                                                                                               | Baixa Saxònia                                                           |
| HEB         | Districte de Nürnberger Land                                                            | HErsBruck                                                               |                                                                                               | Baviera                                                                 |
| HEF         | Districte de Hersfeld-Rotenburg                                                         | HErsFeld                                                                |                                                                                               | Hessen                                                                  |
| HEI         | Districte de Dithmarse                                                                  | HEIde                                                                   |                                                                                               | Slesvig-Holstein                                                        |
| HEL         | Govern i Parlament de Hessen                                                            | HEssicher Landesregierung und Landtag                                   |                                                                                               | Hessen                                                                  |
| HER         | Districte urbà de Herne                                                                 | HERne                                                                   |                                                                                               | Rin del Nord-Westfàlia                                                  |
| HET         | Districte de Mansfeld-Südharz                                                           | HETtstedt                                                               |                                                                                               | Saxònia-Anhalt                                                          |
| HF          | Districte de Herford                                                                    | HerFord                                                                 |                                                                                               | Rin del Nord-Westfàlia                                                  |
| HG          | Districte de Hochtaunus                                                                 | Bad HomburG vor der Höhe                                                |                                                                                               | Hessen                                                                  |
| HGW         | Districte urbà de Greifswald                                                            | Hansestadt GreifsWald                                                   |                                                                                               | Mecklemburg-Pomerània Occidental                                        |
| HH          | Districte urbà d'Hamburg                                                                | Freie und Hansestadt Hamburg                                            | Matrícula alemanya districte d'Hamburg vehicle elèctric                                       | Hamburg                                                                 |
| HHM         | Districte du Burgenland                                                                 | HoHenMölsen                                                             |                                                                                               | Saxònia-Anhalt                                                          |
| HI          | Districte de Hildesheim                                                                 | HIldesheim                                                              |                                                                                               | Baixa Saxònia                                                           |
| HIG         | Districte d'Eichsfeld                                                                   | HeilIGenstadt                                                           |                                                                                               | Turíngia                                                                |
| HIP         | Districte de Roth                                                                       | HIlPoltstein                                                            | Matrícula alemanya districte de Roth codi per Hilpoltstein                                    | Baviera                                                                 |
| HK          | Districte de Heide                                                                      | HeideKreis                                                              |                                                                                               | Baixa Saxònia                                                           |
| HL          | Districte urbà de Lübeck                                                                | Hansestadt Lübeck                                                       | Matrícula alemanya districte de Lübeck                                                        | Slesvig-Holstein                                                        |
| HM          | Districte de Hameln-Pyrmont                                                             | HaMeln                                                                  | Matrícula alemanya districte de Hameln-Pyrmont                                                | Baixa Saxònia                                                           |
| HMÜ         | Districte de Göttingen                                                                  | Hannoversch MÜnden                                                      |                                                                                               | Baixa Saxònia                                                           |
| HN          | Districte urbà de Heilbronn i districte de Heilbronn                                    | HeilbronN                                                               | Matrícula alemanya districte de Heilbronn                                                     | Baden-Württemberg                                                       |
| HO          | Districte urbà de Hof i districte de Hof                                                | HOf                                                                     |                                                                                               | Baviera                                                                 |
| HOG         | Districte de Kassel                                                                     | HOfGeismar                                                              |                                                                                               | Hessen                                                                  |
| HOH         | Districte de Haßberge                                                                   | HOfHeim in Unterfranken                                                 |                                                                                               | Baviera                                                                 |
| HOL         | Districte de Holzminden                                                                 | HOLzminden                                                              |                                                                                               | Baixa Saxònia                                                           |
| HOM         | Districte de Saarpfalz                                                                  | HOMburg                                                                 |                                                                                               | Saarland                                                                |
| HOR         | Districte de Freudenstadt                                                               | HORb                                                                    |                                                                                               | Baden-Württemberg                                                       |
| HÖS         | Districte d'Erlangen-Höchstadt                                                          | HÖchStadt an der Aisch                                                  |                                                                                               | Baviera                                                                 |
| HOT         | Districte de Zwickau                                                                    | Hohenstein-ErnstThal                                                    |                                                                                               | Saxònia                                                                 |
| HP          | Districte de Bergstraße                                                                 | HePpenheim                                                              |                                                                                               | Hessen                                                                  |
| HR          | Districte de Schwalm-Eder                                                               | HombeRg                                                                 |                                                                                               | Hessen                                                                  |
| HRO         | Districte urbà de Rostock                                                               | Hansestadt ROstock                                                      |                                                                                               | Mecklemburg-Pomerània Occidental                                        |
| HS          | Districte de Heinsberg                                                                  | HeinSberg                                                               |                                                                                               | Rin del Nord-Westfàlia                                                  |
| HSK         | Districte de Hochsauerland                                                              | HochSauerlandKreis                                                      | Matrícula alemanya districte de Hochsauerland                                                 | Rin del Nord-Westfàlia                                                  |
| HST         | Districte urbà de Stralsund                                                             | Hansestadt STralsund                                                    | Matrícula alemanya districte de Stralsund de temporada (03-11)                                | Mecklemburg-Pomerània Occidental                                        |
| HU          | Districte urbà de Hanau                                                                 | HanaU                                                                   |                                                                                               | Hessen                                                                  |
| HV          | Districte de Stendal                                                                    | HaVelberg                                                               |                                                                                               | Saxònia-Anhalt                                                          |
| HVL         | Districte de Havelland                                                                  | Landkreis HaVelLand                                                     |                                                                                               | Brandenburg                                                             |
| HWI         | Districte urbà de Wismar                                                                | Hansestadt WIsmar                                                       |                                                                                               | Mecklemburg-Pomerània Occidental                                        |
| HX          | Districte de Höxter                                                                     | HöXter                                                                  |                                                                                               | Rin del Nord-Westfàlia                                                  |
| HY          | Districte de Bautzen                                                                    | HoYerswerda                                                             |                                                                                               | Saxònia-Anhalt                                                          |
| HZ          | Districte de Harz                                                                       | HarZ                                                                    |                                                                                               | Saxònia-Anhalt                                                          |
| IF          | Codi de les matrícules de les forces armades estatunidenques a Alemanya                 | Codi de les matrícules de les forces armades estatunidenques a Alemanya | Codi de les matrícules de les forces armades estatunidenques a Alemanya                       | Codi de les matrícules de les forces armades estatunidenques a Alemanya |
| IGB         | Districte urbà de Sankt Ingbert                                                         | Sankt InGBert                                                           | Matrícula alemanya districte de urbà de Sankt Ingbert                                         | Saarland                                                                |
| IK          | Districte d'Ilm-Kreis                                                                   | Ilm-Kreis                                                               | Matrícula alemanya districte d'Ilm-Kreis                                                      | Turíngia                                                                |
| IL          | Districte d'Ilm-Kreis                                                                   | Ilmenau                                                                 |                                                                                               | Turíngia                                                                |
| ILL         | Districte de Neu-Ulm                                                                    | ILLertissen                                                             |                                                                                               | baviera                                                                 |
| IN          | Districte urbà de Ingolstadt                                                            | INgolstadt                                                              |                                                                                               | Baviera                                                                 |
| IZ          | Districte de Steinburg                                                                  | ItZehoe                                                                 | Matrícula alemanya districte de Steinburg codi per Itzehoe                                    | Slesvig-Holstein                                                        |
| J           | Districte urbà de Jena                                                                  | Jena                                                                    |                                                                                               | Turíngia                                                                |
| JE          | Districte de Wittemberg                                                                 | JEssen                                                                  |                                                                                               | Saxònia-Anhalt                                                          |
| JL          | Districte de Jerichower Land                                                            | Landkreis Jerichower Land                                               |                                                                                               | Saxònia-Anhalt                                                          |
| JÜL         | Districte de Düren                                                                      | JÜLich                                                                  |                                                                                               | Rin del Nord-Westfàlia                                                  |
| K           | Districte urbà de Colònia                                                               | Köln                                                                    | Matrícula alemanya districte de Colònia                                                       | Rin del Nord-Westfàlia                                                  |
| KA          | Districte urbà de Karlsruhe i districte de Karlsruhe                                    | KArlsruhe                                                               | Matrícula alemanya districte de Karlsruhe                                                     | Baden-Württemberg                                                       |
| KB          | Districte de Waldeck-Frankenberg                                                        | KorBach                                                                 |                                                                                               | Hessen                                                                  |
| KC          | Districte de Kronach                                                                    | KronaCh                                                                 |                                                                                               | Baviera                                                                 |
| KE          | Districte urbà de Kempten im Allgäu                                                     | KEmpten                                                                 |                                                                                               | Baviera                                                                 |
| KEH         | Districte de Kelheim                                                                    | KElHeim                                                                 |                                                                                               | Baviera                                                                 |
| KEL         | Districte d'Ortenau                                                                     | KEhL                                                                    |                                                                                               | Baden-Württemberg                                                       |
| KF          | Districte urbà de Kaufbeuren                                                            | KauFbeuren                                                              |                                                                                               | Baviera                                                                 |
| KG          | Districte de Bad Kissingen                                                              | Bad KissinGen                                                           | Matrícula alemanya districte de Bad Kissingen                                                 | Baviera                                                                 |
| KH          | Districte urbà de Bad Kreuznach i districte de Bad Kreuznach                            | Bad KreuznacH                                                           |                                                                                               | Renània-Palatinat                                                       |
| KI          | Districte urbà de Kiel                                                                  | KIel                                                                    | Matrícula alemanya districte de Kiel                                                          | Slesvig-Holstein                                                        |
| KIB         | Districte de Donnersbergkreis                                                           | KIrchheimBolanden                                                       |                                                                                               | Renània-Palatinat                                                       |
| KK          | Districte de Viersen                                                                    | Kempen-Krefeld                                                          | Matrícula alemanya districte de Viersen codi per Kempen-Krefeld                               | Renània-Palatinat                                                       |
| KL          | Districte urbà de Kaiserslautern i districte de Kaiserslautern                          | KaisersLautern                                                          |                                                                                               | Renània-Palatinat                                                       |
| KLE         | Districte de Clèveris                                                                   | KLEve                                                                   | Matrícula alemanya districte de Clèveris                                                      | Rin del Nord-Westfàlia                                                  |
| KLZ         | Districte d'Altmarkkreis Salzwedel                                                      | KLötZe                                                                  |                                                                                               | Saxònia-Anhalt                                                          |
| KM          | Districte de Bautzen                                                                    | KaMenz (seu del districte)                                              |                                                                                               | Saxònia                                                                 |
| KN          | Districte de Constança                                                                  | KoNstanz                                                                | Matrícula alemanya districte de Constança                                                     | Baden-Württemberg                                                       |
| KO          | Districte urbà de Coblença                                                              | KOblenz                                                                 |                                                                                               | Renània-Palatinat                                                       |
| KÖN         | Districte de Rhön-Grabfeld                                                              | Bad KÖNigshofen im Grabfeld                                             |                                                                                               | Baviera                                                                 |
| KÖT         | Districte d'Anhalt-Bitterfeld                                                           | KÖThen                                                                  |                                                                                               | Saxònia-Anhalt                                                          |
| KÖZ         | Districte de Cham                                                                       | Bad KÖtZting                                                            |                                                                                               | Baviera                                                                 |
| KR          | Districte urbà de Krefeld                                                               | KRefeld                                                                 | Matrícula alemanya districte de Krefeld                                                       | Rin del Nord-Westfàlia                                                  |
| KRU         | Districte de Günzburg                                                                   | KRUmbach                                                                |                                                                                               | Baviera                                                                 |
| KS          | Districte urbà de Kassel i districte de Kassel                                          | KaSsel                                                                  |                                                                                               | Hessen                                                                  |
| KT          | Districte de Kitzingen                                                                  | KiTzingen                                                               |                                                                                               | Baviera                                                                 |
| KU          | Districte de Kulmbach                                                                   | KUlmbach                                                                |                                                                                               | Baviera                                                                 |
| KÜN         | Districte de Hohenlohe                                                                  | KÜNzelsau                                                               |                                                                                               | Baden-Württemberg                                                       |
| KUS         | Districte de Kusel                                                                      | KUSel                                                                   |                                                                                               | Renània-Palatinat                                                       |
| KW          | Districte de Dahme-Spreewald                                                            | Königs Wusterhausen                                                     |                                                                                               | Brandenburg                                                             |
| KY          | Districte d'Ostprignitz-Ruppin                                                          | KYritz                                                                  |                                                                                               | Brandenburg                                                             |
| KYF         | Districte de Kyffhäuser                                                                 | KYFfhäuser                                                              |                                                                                               | Turíngia                                                                |
| L           | Districte urbà de Leipzig i districte de Leipzig                                        | Leipzig                                                                 | Matrícula alemanya districte de Leipzig vehicle elèctric                                      | Saxònia                                                                 |
| LA          | Districte urbà de Landshut i districte de Landshut                                      | LAndshut                                                                |                                                                                               | Baviera                                                                 |
| LAU         | Districte de Nuremberg-Campagne                                                         | LAUf an der Pegnitz                                                     |                                                                                               | Baviera                                                                 |
| LB          | Districte de Ludwigsburg                                                                | LudwigsBurg                                                             |                                                                                               | Baden-Württemberg                                                       |
| LBS         | Districte de Saale-Orla                                                                 | Bad LoBenStein                                                          |                                                                                               | Turíngia                                                                |
| LBZ         | Districte de Ludwigslust-Parchim                                                        | LüBZ                                                                    |                                                                                               | Mecklemburg-Pomerània Occidental                                        |
| LC          | Districte de Dahme-Spreewald                                                            | Luckau                                                                  |                                                                                               | Brandenburg                                                             |
| LD          | Districte urbà de Landau                                                                | LanDau in der Pfalz                                                     |                                                                                               | Renània-Palatinat                                                       |
| LDK         | Districte de Lahn-Dill                                                                  | Lahn-Dill-Kreis                                                         |                                                                                               | Hessen                                                                  |
| LDS         | Districte de Dahme-Spreewald                                                            | Landkreis Dahme-Spreewald                                               |                                                                                               | Brandenburg                                                             |
| LEO         | Districte de Böblingen                                                                  | LEOnberg                                                                |                                                                                               | Baden-Württemberg                                                       |
| LER         | Districte de Leer                                                                       | LEeR                                                                    |                                                                                               | Baixa Saxònia                                                           |
| LEV         | Districte urbà de Leverkusen                                                            | LEVerkusen                                                              |                                                                                               | Rin del Nord-Westfàlia                                                  |
| LG          | Districte de Lüneburg                                                                   | LüneburG                                                                | Matrícula alemanya districte de Lüneburg                                                      | Baixa Saxònia                                                           |
| LH          | Districte de Coesfeld i districte d'Unna                                                | LüdingHausen                                                            |                                                                                               | Rin del Nord-Westfàlia                                                  |
| LI          | Districte de Lindau                                                                     | LIndau                                                                  |                                                                                               | Baviera                                                                 |
| LIB         | Districte d'Elbe-Elster                                                                 | Bad LIeBenwerda                                                         |                                                                                               | Brandenburg                                                             |
| LIF         | Districte de Lichtenfels                                                                | LIchtenFels                                                             |                                                                                               | Baviera                                                                 |
| LIP         | Districte de Lippe                                                                      | LIPpe                                                                   |                                                                                               | Rin del Nord-Westfàlia                                                  |
| LL          | Districte de Landsberg                                                                  | Landsberg am Lech                                                       |                                                                                               | Baviera                                                                 |
| LM          | Districte de Limburg-Weilburg                                                           | LiMburg an der Lahn                                                     |                                                                                               | Hessen                                                                  |
| LN          | Districte de Dahme-Spreewald                                                            | LübbeN                                                                  |                                                                                               | Brandenburg                                                             |
| LÖ          | Districte de Lörrach                                                                    | LÖrrach                                                                 |                                                                                               | Baden-Württemberg                                                       |
| LOS         | Districte d'Oder-Spree                                                                  | Landkreis Oder-Spree                                                    |                                                                                               | Brandenburg                                                             |
| LP          | Districte de Soest                                                                      | LiPpstadt                                                               |                                                                                               | Rin del Nord-Westfàlia                                                  |
| LR          | Districte d'Ortenau                                                                     | LahR/Schwarzwald                                                        |                                                                                               | Baden-Württemberg                                                       |
| LRO         | Districte de Rostock                                                                    | Landkreis ROstock                                                       |                                                                                               | Mecklemburg-Pomerània Occidental                                        |
| LSA         | Govern, Parlament i policia de Saxònia-Anhalt                                           | Landesregierung, Landtag und Polizei Sachsen-Anhalt                     |                                                                                               | Saxònia-Anhalt                                                          |
| LSN         | Govern i Parlament de Saxònia                                                           | Landesregierung und Landtag SachseN                                     |                                                                                               | Saxònia                                                                 |
| LSZ         | Districte d'Unstrut-Hainich                                                             | LangenSalZa                                                             |                                                                                               | Turíngia                                                                |
| LU          | Districte urbà de Ludwigshafen                                                          | LUdwigshafen                                                            |                                                                                               | Renània-Palatinat                                                       |
| LÜN         | Districte d'Unna                                                                        | LÜNen                                                                   |                                                                                               | Rin del Nord-Westfàlia                                                  |
| LUP         | Districte de Ludwigslust-Parchim                                                        | LUdwigslust-Parchim                                                     |                                                                                               | Mecklemburg-Pomerània Occidental                                        |
| LWL         | Districte de Ludwigslust-Parchim                                                        | LudwigsLust                                                             |                                                                                               | Mecklemburg-Pomerània Occidental                                        |
| M           | Districte urbà de Múnic i districte de Múnic                                            | München                                                                 | Matrícula alemanya districte de Munic                                                         | Baviera                                                                 |
| MA          | Districte urbà de Mannheim                                                              | MAnnheim                                                                | Matrícula alemanya districte de Mannheim                                                      | Baden-Württemberg                                                       |
| MAB         | Districte d'Erzgebirge                                                                  | MArienBerg                                                              |                                                                                               | Saxònia                                                                 |
| MAK         | Districte de Wunsiedel im Fichtelgebirge                                                | MArKtredwitz                                                            |                                                                                               | Baviera                                                                 |
| MB          | Districte de Miesbach                                                                   | MiesBach                                                                |                                                                                               | Baviera                                                                 |
| MC          | Districte de Mecklenburgische Seenplatte                                                | MalChin                                                                 |                                                                                               | Mecklemburg-Pomerània Occidental                                        |
| MD          | Districte urbà de Magdebourg                                                            | MagDeburg                                                               |                                                                                               | Saxònia-Anhalt                                                          |
| ME          | Districte de Mettmann                                                                   | MEttmann                                                                | Matrícula alemanya districte de Mettmann                                                      | Rin del Nord-Westfàlia                                                  |
| MED         | Districte de Dithmarschen                                                               | MElDorf                                                                 |                                                                                               | Slesvig-Holstein                                                        |
| MEG         | Districte de Schwalm-Eder                                                               | MElsunGen                                                               |                                                                                               | Hessen                                                                  |
| MEI         | Districte de Meißen                                                                     | MEIßen                                                                  | Matrícula alemanya districte de Meißen                                                        | Saxònia                                                                 |
| MEK         | Districte d'Erzgebirge                                                                  | Antic districte de Mittlerer ErzgebirgsKreis                            |                                                                                               | Saxònia                                                                 |
| MER         | Districte de Saale                                                                      | MERseburg                                                               |                                                                                               | Saxònia-Anhalt                                                          |
| MET         | Districte de Rhön-Grabfeld                                                              | MEllrichsTadt                                                           |                                                                                               | Baviera                                                                 |
| MG          | Districte urbà de Mönchengladbach                                                       | MönchenGladbach                                                         |                                                                                               | Rin del Nord-Westfàlia                                                  |
| MGH         | Districte de Main-Tauber                                                                | Bad MerGentHeim                                                         |                                                                                               | Baden-Württemberg                                                       |
| MGN         | Districte de Schmalkalden-Meiningen                                                     | MeininGeN                                                               |                                                                                               | Turíngia                                                                |
| MH          | Districte urbà de Mülheim an der Ruhr                                                   | MülHeim an der Ruhr                                                     |                                                                                               | Rin del Nord-Westfàlia                                                  |
| MHL         | Districte d'Unstrut-Hainich                                                             | MüHLhausen                                                              |                                                                                               | Turíngia                                                                |
| MI          | Districte de Minden-Lübbecke                                                            | MInden                                                                  |                                                                                               | Rin del Nord-Westfàlia                                                  |
| MIL         | Districte de Miltenberg                                                                 | MILtenberg                                                              | Matrícula alemanya districte de Miltenberg                                                    | Baviera                                                                 |
| MK          | Districte de Märkischer Kreis                                                           | Märkischer Kreis                                                        |                                                                                               | Rin del Nord-Westfàlia                                                  |
| MKK         | Districte de Main-Kinzig                                                                | Main-Kinzig-Kreis                                                       |                                                                                               | Hessen                                                                  |
| ML          | Districte de Mansfeld-Südharz                                                           | Antic districte de Mansfelder Land                                      |                                                                                               | Saxònia-Anhalt                                                          |
| MM          | Districte urbà de Memmingen                                                             | MemMingen                                                               |                                                                                               | Baviera                                                                 |
| MN          | Districte d'Unterallgäu                                                                 | MiNdelheim                                                              |                                                                                               | Baviera                                                                 |
| MO          | Districte de Wesel                                                                      | MOers                                                                   | Matrícula alemanya districte de Wesel codi per Moers                                          | Rin del Nord-Westfàlia                                                  |
| MOD         | Districte d'Ostallgäu                                                                   | MarktOberDorf                                                           |                                                                                               | Baviera                                                                 |
| MOL         | Districte de Märkisch-Oderland                                                          | Märkisch-OderLand                                                       | Matrícula alemanya districte de Märkisch-Oderland                                             | Brandenburg                                                             |
| MON         | Regió urbana d'Aachen i districte de Düren                                              | MONschau                                                                |                                                                                               | Rin del Nord-Westfàlia                                                  |
| MOS         | Districte de Neckar-Odenwald                                                            | MOSbach                                                                 |                                                                                               | Baden-Württemberg                                                       |
| MQ          | Districte de Saale                                                                      | antic districte de Merseburg-Querfurt                                   |                                                                                               | Saxònia-Anhalt                                                          |
| MR          | Districte de Marburg-Biedenkopf                                                         | MaRburg                                                                 |                                                                                               | Hessen                                                                  |
| MS          | Districte urbà de Münster                                                               | MünSter                                                                 |                                                                                               | Rin del Nord-Westfàlia                                                  |
| MSE         | Districte de Mecklenburgische Seenplatte exceptuant Neubrandenburg                      | Mecklenburgische SEenplatte                                             |                                                                                               | Mecklemburg-Pomerània Occidental                                        |
| MSH         | Districte de Mansfeld-Südharz                                                           | Mansfeld-SüdHarz                                                        |                                                                                               | Saxònia-Anhalt                                                          |
| MSP         | Districte de Main-Spessart                                                              | Main-SPessart                                                           |                                                                                               | Baviera                                                                 |
| MST         | Districte de Mecklemburg-Strelitz                                                       | Mecklenburg-STrelitz                                                    |                                                                                               | Mecklemburg-Pomerània Occidental                                        |
| MTK         | Districte de Main-Taunus                                                                | Main-Taunus-Kreis                                                       |                                                                                               | Hessen                                                                  |
| MTL         | Districte de Leipzig                                                                    | antigament MuldenTaLkreis                                               |                                                                                               | Saxònia                                                                 |
| MÜ          | Districte de Mühldorf am Inn                                                            | MÜhldorf am Inn                                                         |                                                                                               | Baviera                                                                 |
| MÜR         | Districte de Müritz                                                                     | MÜRitz                                                                  |                                                                                               | Mecklemburg-Pomerània Occidental                                        |
| MVL         | Govern i Parlament de Mecklemburg-Pomerània Occidental                                  | Mecklenburg-Vorpommerscher Landesregierung, Landtag und Polizei         |                                                                                               | Mecklemburg-Pomerània Occidental                                        |
| MW          | Districte de Mittelsachsen                                                              | MittWeida                                                               |                                                                                               | Saxònia                                                                 |
| MY          | Districte de Mayen-Koblenz                                                              | MaYen                                                                   |                                                                                               | Renània-Palatinat                                                       |
| MYK         | Districte de Mayen-Koblenz                                                              | Mayen-Koblenz                                                           |                                                                                               | Renània-Palatinat                                                       |
| MZ          | Districte urbà de Magúncia i districte de Mainz-Bingen                                  | MainZ                                                                   | Matrícula alemanya districte de Magúncia                                                      | Renània-Palatinat                                                       |
| MZG         | Districte de Merzig-Wadern                                                              | MerZiG                                                                  |                                                                                               | Saarland                                                                |
| N           | Districte urbà de Nuremberg                                                             | Nürnberg                                                                |                                                                                               | Baviera                                                                 |
| NAI         | Districte de Hof                                                                        | NAIla                                                                   |                                                                                               | Baviera                                                                 |
| NB          | Districte urbà de Neubrandenburg                                                        | NeuBrandenburg                                                          |                                                                                               | Mecklemburg-Pomerània Occidental                                        |
| ND          | Districte de Neuburg-Schrobenhausen                                                     | Neuburg an der Donau                                                    |                                                                                               | Baviera                                                                 |
| NDH         | Districte de Nordhausen                                                                 | NorDHausen                                                              |                                                                                               | Turíngia                                                                |
| NE          | Districte de Neuss                                                                      | NEuss                                                                   | Matrícula alemanya districte de Neuss                                                         | Rin del Nord-Westfàlia                                                  |
| NEA         | Districte de Neustadt an der Aisch-Bad Windsheim                                        | NEustadt an der Aisch                                                   |                                                                                               | Baviera                                                                 |
| NEB         | Districte de Burgenland                                                                 | NEBra an der Unstrut                                                    |                                                                                               | Saxònia-Anhalt                                                          |
| NEC         | Districte de Coburg                                                                     | NEustadt bei Coburg                                                     |                                                                                               | Baviera                                                                 |
| NEN         | Districte de Schwandorf                                                                 | NEuNburg vorm Wald                                                      |                                                                                               | Baviera                                                                 |
| NES         | Districte de Rhön-Grabfeld                                                              | Bad NEustadt an der Saale                                               |                                                                                               | Baviera                                                                 |
| NEW         | Districte de Neustadt an der Waldnaab                                                   | NWustadt an der Waldnaab                                                |                                                                                               | Baviera                                                                 |
| NF          | Districte de Nordfriesland                                                              | NordFriesland                                                           |                                                                                               | Slesvig-Holstein                                                        |
| NH          | Districte de Sonneberg                                                                  | NeuHaus am Rennweg                                                      |                                                                                               | Turíngia                                                                |
| NI          | Districte de Nienburg/Weser                                                             | NIenburg/Weser                                                          |                                                                                               | Baixa Saxònia                                                           |
| NK          | Districte de Neunkirchen                                                                | NeunKirchen                                                             |                                                                                               | Saarland                                                                |
| NL          | Govern i Parlament de Baixa Saxònia                                                     | Niedersächsischer Landesregierung und Landtag                           |                                                                                               | Baixa Saxònia                                                           |
| NM          | Districte de Neumarkt                                                                   | NeuMarkt in der Oberpfalz                                               |                                                                                               | Baviera                                                                 |
| NMB         | Districte de Burgenland                                                                 | NauMBurg an der Saale                                                   |                                                                                               | Saxònia-Anhalt                                                          |
| NMS         | Districte urbà de Neumünster                                                            | NeuMünSter                                                              |                                                                                               | Slesvig-Holstein                                                        |
| NÖ          | Districte de Donau-Ries                                                                 | NÖrdlingen                                                              | Matrícula alemanya districte de Donau-Ries codi per Nördlingen                                | Baviera                                                                 |
| NOH         | Districte de Grafschaft Bentheim                                                        | NOrdHorn                                                                |                                                                                               | Baixa Saxònia                                                           |
| NOL         | Districte de Görlitz                                                                    | Niederschlesischer OberLausitzkreis                                     |                                                                                               | Saxònia                                                                 |
| NOM         | Districte de Northeim                                                                   | NOrtheiM                                                                |                                                                                               | Baixa Saxònia                                                           |
| NOR         | Districte d'Aurich                                                                      | NORden                                                                  |                                                                                               | Baixa Saxònia                                                           |
| NP          | Districte de Ostprignitz-Ruppin                                                         | NeurupPin                                                               |                                                                                               | Brandenburg                                                             |
| NR          | Districte de Neuwied                                                                    | Neuwied am Rhein                                                        | Matrícula alemanya districte de Neuwied codi per Neuwied am Rhein                             | Renània-Palatinat                                                       |
| NRW         | Govern, Parlament i policia de Rin del Nord-Westfàlia                                   | NordRhein-Westfalen                                                     |                                                                                               | Rin del Nord-Westfàlia                                                  |
| NT          | Districte de Esslingen                                                                  | NürTingen                                                               |                                                                                               | Baden-Württemberg                                                       |
| NU          | Districte de Neu-Ulm                                                                    | Neu-Ulm                                                                 |                                                                                               | Baviera                                                                 |
| NVP         | Districte de Nordvorpommern                                                             | NordVorPommern                                                          | Matrícula alemanya districte de Nordvorpommern                                                | Mecklemburg-Pomerània Occidental                                        |
| NW          | Districte urbà de Neustadt an der Weinstraße                                            | Neustadt an der Weinstraße                                              | Matrícula alemanya districte de Neustadt an der Weinstraße                                    | Renània-Palatinat                                                       |
| NWM         | Districte de Nordwestmecklenburg                                                        | NordWestMecklenburg                                                     | Matrícula alemanya districte de Nordwestmecklenburg                                           | Mecklemburg-Pomerània Occidental                                        |
| NY          | Districte de Görlitz                                                                    | NieskY                                                                  |                                                                                               | Saxònia                                                                 |
| NZ          | Districte de Mecklenburgische Seenplatte                                                | NeustrelitZ                                                             |                                                                                               | Mecklemburg-Pomerània Occidental                                        |
| OA          | Districte d'Oberallgäu                                                                  | OberAllgäu                                                              |                                                                                               | Baviera                                                                 |
| OAL         | Districte d'Ostallgäu                                                                   | OstALlgäu                                                               |                                                                                               | Baviera                                                                 |
| OB          | Ciutat d'Oberhausen                                                                     | OBerhausen                                                              |                                                                                               | Rin del Nord-Westfàlia                                                  |
| OBG         | Districte de Stendal                                                                    | OsterBurG                                                               |                                                                                               | Saxònia-Anhalt                                                          |
| OC          | Districte de Börde                                                                      | OsChersleben                                                            |                                                                                               | Saxònia-Anhalt                                                          |
| OCH         | Districte de Würzburg                                                                   | OCHsenfurt                                                              |                                                                                               | Baviera                                                                 |
| OD          | Districte de Stormarn                                                                   | Bad OlDesloe                                                            | Matrícula alemanya districte de Stormarn codi per Bad Oldesloe                                | Slesvig-Holstein                                                        |
| OE          | Districte d'Olpe                                                                        | OlpE                                                                    |                                                                                               | Rin del Nord-Westfàlia                                                  |
| OF          | Ciutat d'Offenbach am Main i districte d'Offenbach                                      | OFfenbach am Main                                                       | Matrícula alemanya districte d'Offenbach am Main                                              | Hessen                                                                  |
| OG          | Districte d'Ortenau                                                                     | OffenburG                                                               | Matrícula alemanya districte d'Ortenau codi per Offenburg                                     | Baden-Württemberg                                                       |
| OH          | Districte d'Ostholstein                                                                 | OstHolstein                                                             | Matrícula alemanya districte d'Ostholstein                                                    | Slesvig-Holstein                                                        |
| OHA         | Districte d'Osterode am Harz                                                            | Osterode am HArz                                                        |                                                                                               | Baixa Saxònia                                                           |
| ÖHR         | Districte de Hohenlohe                                                                  | ÖHRingen                                                                |                                                                                               | Baden-Württemberg                                                       |
| OHV         | Districte d'Oberhavel                                                                   | OberHaVel                                                               |                                                                                               | Brandenburg                                                             |
| OHZ         | Districte d'Osterholz                                                                   | OsterHolZ-Scharmbeck                                                    |                                                                                               | Baixa Saxònia                                                           |
| OK          | Districte de la Börde                                                                   | Antigament OhreKreis                                                    |                                                                                               | Saxònia-Anhalt                                                          |
| OL          | Ciutat d'Oldenburg i districte d'Oldenburg                                              | OLdenburg                                                               |                                                                                               | Baixa Saxònia                                                           |
| OP          | Districte urbà de Leverkusen                                                            | OPladen                                                                 |                                                                                               | Rin del Nord-Westfàlia                                                  |
| OPR         | Districte d'Ostprignitz-Ruppin                                                          | OstPrignitz-Ruppin                                                      |                                                                                               | Brandenburg                                                             |
| OS          | Ciutat de Osnabrück i districte d'Osnabrück                                             | OSnabrück                                                               | Matrícula alemanya districte d'Osnabrück                                                      | Baixa Saxònia                                                           |
| OSL         | Districte d'Oberspreewald-Lausitz                                                       | OberSpreewald-Lausitz                                                   |                                                                                               | Brandenburg                                                             |
| OVI         | Districte de Schwandorf                                                                 | OberVIechtach                                                           |                                                                                               | Baviera                                                                 |
| OVL         | Districte de Vogtland                                                                   | OberVogtLand                                                            |                                                                                               | Saxònia                                                                 |
| OZ          | Districte de Nordsachsen                                                                | OschatZ                                                                 |                                                                                               | Saxònia                                                                 |
| P           | Districte urbà de Potsdam                                                               | Potsdam                                                                 |                                                                                               | Brandenburg                                                             |
| PA          | Districte urbà de Passau i districte de Passau                                          | PAssau                                                                  |                                                                                               | Baviera                                                                 |
| PAF         | Districte de Pfaffenhofen                                                               | PfAFfenhofen an der Ilm                                                 | Matrícula alemanya districte de Pfaffenhofen                                                  | Baviera                                                                 |
| PAN         | Districte de Rottal-Inn                                                                 | PfArrkircheN                                                            |                                                                                               | Baviera                                                                 |
| PB          | Districte de Paderborn                                                                  | PaderBorn                                                               |                                                                                               | Rin del Nord-Westfàlia                                                  |
| PCH         | Districte de Parchim                                                                    | ParCHim                                                                 |                                                                                               | Mecklemburg-Pomerània Occidental                                        |
| PE          | Districte de Peine                                                                      | PEine                                                                   |                                                                                               | Baixa Saxònia                                                           |
| PF          | Districte urbà de Pforzheim i districte d'Enz                                           | PForzheim                                                               | Matrícula alemanya districte de Pforzheim                                                     | Baden-Württemberg                                                       |
| PI          | Districte de Pinneberg                                                                  | PInneberg                                                               |                                                                                               | Slesvig-Holstein                                                        |
| PIR         | Districte de Sächsische Schweiz-Osterzgebirge                                           | PIRna                                                                   |                                                                                               | Saxònia                                                                 |
| PL          | Districte de Vogtland                                                                   | PLauen                                                                  |                                                                                               | Saxònia                                                                 |
| PLÖ         | Districte de Plön                                                                       | PLÖn                                                                    |                                                                                               | Slesvig-Holstein                                                        |
| PM          | Districte de Potsdam-Mittelmark                                                         | Potsdam-Mittelmark                                                      | Matrícula alemanya districte de Potsdam-Mittelmark                                            | Brandenburg                                                             |
| PN          | Districte de Saale-Orla                                                                 | PößNeck                                                                 |                                                                                               | Turíngia                                                                |
| PR          | Districte de Prignitz                                                                   | PRignitz                                                                |                                                                                               | Brandenburg                                                             |
| PRÜ         | Districte de Bitburg-Prüm                                                               | PRÜm                                                                    |                                                                                               | Renània-Palatinat                                                       |
| PS          | Districte urbà de Pirmasens i districte de Südwestpfalz                                 | PirmasenS                                                               |                                                                                               | Renània-Palatinat                                                       |
| PW          | Districte de Vorpommern-Greifswald                                                      | PaseWalk                                                                |                                                                                               | Mecklemburg-Pomerània Occidental                                        |
| PZ          | Districte d'Uckermark                                                                   | PrenZlau                                                                |                                                                                               | Brandenburg                                                             |
| QFT         | Districte de Saale                                                                      | QuerFurT                                                                |                                                                                               | Saxònia-Anhalt                                                          |
| QLB         | Districte de Harz                                                                       | QuedLinBurg                                                             |                                                                                               | Saxònia-Anhalt                                                          |
| R           | Districte urbà de Regensburg i districte de Regensburg                                  | Regensburg                                                              |                                                                                               | Baviera                                                                 |
| RA          | Districte de Rastatt                                                                    | RAstatt                                                                 |                                                                                               | Baden-Württemberg                                                       |
| RC          | Districte de Vogtland                                                                   | ReiChenbach im Vogtland                                                 |                                                                                               | Saxònia                                                                 |
| RD          | Districte de Rendsburg-Eckernförde                                                      | RenDsburg                                                               | Matrícula alemanya districte de Rendsburg-Eckernförde                                         | Slesvig-Holstein                                                        |
| RDG         | Districte de Vorpommern-Rügen                                                           | Ribnitz-DamGarten                                                       |                                                                                               | Mecklemburg-Pomerània Occidental                                        |
| RE          | Districte de Recklinghausen                                                             | REcklinghausen                                                          | Matrícula alemanya districte de Recklinghausen                                                | Rin del Nord-Westfàlia                                                  |
| REG         | Districte de Regen                                                                      | REGen                                                                   |                                                                                               | Baviera                                                                 |
| RG          | Districte de Meissen                                                                    | Antic districte de Riesa-Großenhain                                     |                                                                                               | Baviera                                                                 |
| RH          | Districte de Roth                                                                       | RotH                                                                    |                                                                                               | Baviera                                                                 |
| RI          | Districte de Schaumburg                                                                 | RInteln                                                                 |                                                                                               | Baixa Saxònia                                                           |
| RID         | Districte de Kelheim                                                                    | RIeDenburg                                                              |                                                                                               | Baviera                                                                 |
| RIE         | Districte de Meissen                                                                    | RIEsa                                                                   |                                                                                               | Saxònia                                                                 |
| RL          | Districte de Mittelsachsen                                                              | RochLitz                                                                |                                                                                               | Saxònia                                                                 |
| RM          | Districte de Mecklenburgische Seenplatte                                                | Röbel/Müritz                                                            |                                                                                               | Mecklemburg-Pomerània Occidental                                        |
| RO          | Ciutat de Rosenheim i districte de Rosenheim                                            | ROsenheim                                                               | Matrícula alemanya districte de Rosenheim                                                     | Baviera                                                                 |
| ROF         | Districte de Hersfeld-Rotenburg                                                         | ROtenburg an der Fulda                                                  |                                                                                               | Hessen                                                                  |
| ROK         | Districte de Donnersberg                                                                | ROcKenhausen                                                            |                                                                                               | Renània-Palatinat                                                       |
| ROS         | Districte de Rostock                                                                    | ROStock                                                                 |                                                                                               | Mecklemburg-Pomerània Occidental                                        |
| ROT         | Districte d'Ansbach                                                                     | ROThenburg ob der Tauber                                                |                                                                                               | Baviera                                                                 |
| ROW         | Districte de Rotenburg                                                                  | ROtenburg an der Wümme                                                  |                                                                                               | Baixa Saxònia                                                           |
| RP          | Districte de Rhein-Pfalz                                                                | Rhein-Pfalz-Kreiz                                                       | Matrícula alemanya districte de Rhein-Pfalz                                                   | Renània-Palatinat                                                       |
| RPL         | Govern, Parlament i policia de Renània-Palatinat                                        | Rheinland-Pfälzischer Landesregierung, Landtag und Polizei              |                                                                                               | Renània-Palatinat                                                       |
| RS          | Districte urbà de Remscheid                                                             | RemScheid                                                               |                                                                                               | Rin del Nord-Westfàlia                                                  |
| RSL         | Districte urbà de Dessau-Roßlau                                                         | RosSLau                                                                 |                                                                                               | Rin del Nord-Westfàlia                                                  |
| RT          | Districte de Reutlingen                                                                 | ReuTlingen                                                              |                                                                                               | Baden-Württemberg                                                       |
| RU          | Districte de Saalfeld-Rudolstadt                                                        | RUdolstadt                                                              |                                                                                               | Turíngia                                                                |
| RÜD         | Districte de Rheingau-Taunus                                                            | RÜDesheim am Rhein                                                      |                                                                                               | Hessen                                                                  |
| RÜG         | Districte de Rügen                                                                      | RÜGen                                                                   |                                                                                               | Mecklemburg-Pomerània Occidental                                        |
| RV          | Districte de Ravensburg                                                                 | RaVensburg                                                              |                                                                                               | Baden-Württemberg                                                       |
| RW          | Districte de Rottweil                                                                   | RottWeil                                                                |                                                                                               | Baden-Württemberg                                                       |
| RZ          | Districte del Ducat de Lauenburg                                                        | RatZeburg                                                               | Matrícula alemanya districte del Ducat de Lauenburg codi per Ratzeburg                        | Slesvig-Holstein                                                        |
| S           | Districte urbà de Stuttgart                                                             | Stuttgart                                                               |                                                                                               | Baden-Württemberg                                                       |
| SAB         | Districte de Trier-Saarburg                                                             | SAaRburg                                                                |                                                                                               | Renània-Palatinat                                                       |
| SAD         | Districte de Schwandorf                                                                 | SchwAnDorf                                                              |                                                                                               | Baviera                                                                 |
| SAL         | Govern, Parlament i policia de Saarland                                                 | SAarländischer Landesregierung, Landtag und Polizei                     |                                                                                               | Saarland                                                                |
| SAW         | Districte d'Altmark-Salzwedel                                                           | SAlzWedel                                                               |                                                                                               | Baixa Saxònia                                                           |
| SB          | Comunitat regional de Saarbrücken                                                       | SaarBrücken                                                             | Matrícula alemany districte Comunitat regional de Saarbrücken                                 | Saarland                                                                |
| SBG         | Districte de Vorpommern-Greifswald                                                      | StrasBurG                                                               |                                                                                               | Mecklemburg-Pomerània Occidental                                        |
| SBK         | Districte du Salzland                                                                   | SchöneBecK                                                              |                                                                                               | Saxònia-Anhalt                                                          |
| SC          | Districte urbà de Schwabach                                                             | SChwabach                                                               |                                                                                               | Baviera                                                                 |
| SCZ         | Districte de Saale-Orla                                                                 | SChleiZ                                                                 |                                                                                               | Turíngia                                                                |
| SDH         | Districte de Kyffhäuser                                                                 | SonDersHausen                                                           |                                                                                               | Turíngia                                                                |
| SDL         | Districte de Stendal                                                                    | StenDaL                                                                 |                                                                                               | Saxònia-Anhalt                                                          |
| SDT         | Districte d'Uckermark                                                                   | SchweDT/Oder                                                            |                                                                                               | Brandenburg                                                             |
| SE          | Districte de Segeberg                                                                   | Bad SEgeberg                                                            |                                                                                               | Slesvig-Holstein                                                        |
| SEB         | Districte de Sächsische Schweiz-Osterzgebirge                                           | SEBnitz                                                                 |                                                                                               | Saxònia                                                                 |
| SEE         | Districte de Märkisch-Oderland                                                          | SEElow                                                                  |                                                                                               | Brandenburg                                                             |
| SEF         | Districte de Neustadt an der Aisch-Bad Windsheim                                        | SchEinFeld                                                              |                                                                                               | Baviera                                                                 |
| SEL         | Districte de Wunsiedel im Fichtelgebirge                                                | SELb                                                                    |                                                                                               | Baviera                                                                 |
| SFB         | Districte d'Oberspreewald-Lausitz                                                       | SenFtenBerg                                                             |                                                                                               | Brandenburg                                                             |
| SFT         | Districte de Salzland                                                                   | StaßFurT                                                                |                                                                                               | Saxònia-Anhalt                                                          |
| SG          | Districte urbà de Solingen                                                              | SolinGen                                                                | Matrícula alemanya districte urbà de Solingen                                                 | Rin del Nord-Westfàlia                                                  |
| SGH         | Districte de Mansfeld-Südharz                                                           | SanGerHausen                                                            |                                                                                               | Saxònia-Anhalt                                                          |
| SH          | Govern, Parlament i policia de Slesvig-Holstein                                         | Schleswig-Holstein Landesregierung, Landtag und Polizei                 |                                                                                               | Slesvig-Holstein                                                        |
| SHA         | Districte de Schwäbisch Hall                                                            | Schwäbisch HAll                                                         |                                                                                               | Baden-Württemberg                                                       |
| SHG         | Districte de Schaumburg                                                                 | StadtHaGen                                                              |                                                                                               | Baixa Saxònia                                                           |
| SHK         | Districte de Saale-Holzland                                                             | Saale-Holzland-Kreis                                                    |                                                                                               | Turíngia                                                                |
| SHL         | Districte urbà de Suhl                                                                  | SuHL                                                                    |                                                                                               | Turíngia                                                                |
| SI          | Districte de Siegen-Wittgenstein                                                        | SIegen                                                                  | Matrícula alemanya districte de Siegen-Wittgenstein                                           | Rin del Nord-Westfàlia                                                  |
| SIG         | Districte de Sigmaringen                                                                | SIGmaringen                                                             |                                                                                               | Baden-Württemberg                                                       |
| SIM         | Districte de Rhein-Hunsrück                                                             | SIMmern                                                                 |                                                                                               | Renània-Palatinat                                                       |
| SK          | Districte de Saale                                                                      | SaaleKreis                                                              |                                                                                               | Saxònia-Anhalt                                                          |
| SL          | Districte de Schleswig-Flensburg                                                        | SchLeswig                                                               |                                                                                               | Slesvig-Holstein                                                        |
| SLE         | Districte d'Euskirchen                                                                  | SchLEiden                                                               |                                                                                               | Rin del Nord-Westfàlia                                                  |
| SLF         | Districte de Saalfeld-Rudolstadt                                                        | SaaLFeld                                                                |                                                                                               | Turíngia                                                                |
| SLK         | Districte de Salzland                                                                   | SalzLandKreis                                                           |                                                                                               | Saxònia-Anhalt                                                          |
| SLN         | Districte d'Altenburger Land                                                            | SchmölLN                                                                |                                                                                               | Turíngia                                                                |
| SLS         | Districte de Saarlouis                                                                  | SaarLouiS                                                               |                                                                                               | Saarland                                                                |
| SLÜ         | Districte de Main-Kinzig                                                                | SchLÜchtern                                                             |                                                                                               | Hessen                                                                  |
| SLZ         | Districte de Wartburg                                                                   | SaLZungen                                                               |                                                                                               | Turíngia                                                                |
| SM          | Districte de Schmalkalden-Meiningen                                                     | Schmalkalden-Meiningen                                                  |                                                                                               | Turíngia                                                                |
| SN          | Districte urbà de Schwerin                                                              | SchweriN                                                                |                                                                                               | Mecklemburg-Pomerània Occidental                                        |
| SO          | Districte de Soest                                                                      | SOest                                                                   |                                                                                               | Rin del Nord-Westfàlia                                                  |
| SOB         | Districte de Neuburg-Schrobenhausen                                                     | SchrOBenhausen                                                          |                                                                                               | Baviera                                                                 |
| SOG         | Districte de Weilheim-Schongau                                                          | SchOnGau                                                                |                                                                                               | Baviera                                                                 |
| SOK         | Districte de Saale-Orla                                                                 | Saale-Orla-Kreis                                                        |                                                                                               | Turíngia                                                                |
| SÖM         | Districte de Sömmerda                                                                   | SÖMmerda                                                                |                                                                                               | Turíngia                                                                |
| SON         | Districte de Sonneberg                                                                  | SONneberg                                                               |                                                                                               | Turíngia                                                                |
| SP          | Districte urbà de Speyer                                                                | SPeyer                                                                  |                                                                                               | Renània-Palatinat                                                       |
| SPB         | Districte de Spree-Neisse                                                               | SPremBerg                                                               |                                                                                               | Brandenburg                                                             |
| SPN         | Districte de Spree-Neisse                                                               | SPree-Neiße                                                             |                                                                                               | Brandenburg                                                             |
| SR          | Districte urbà de Straubing i districte de Straubing-Bogen                              | StRaubing                                                               |                                                                                               | Baviera                                                                 |
| SRB         | Districte de Märkisch-Oderland                                                          | StRausBerg                                                              |                                                                                               | Brandenburg                                                             |
| SRO         | Districte de Saale-Holzland                                                             | StadtROda                                                               |                                                                                               | Turíngia                                                                |
| ST          | Districte de Steinfurt                                                                  | STeinfurt                                                               |                                                                                               | Rin del Nord-Westfàlia                                                  |
| STA         | Districte de Starnberg                                                                  | STArnberg                                                               | Matrícula alemanya districte de Starnberg                                                     | Baviera                                                                 |
| STB         | Districte de Ludwigslust-Parchim                                                        | STernBerg                                                               |                                                                                               | Mecklemburg-Pomerània Occidental                                        |
| STD         | Districte de Stade                                                                      | STaDe                                                                   |                                                                                               | Baixa Saxònia                                                           |
| STE         | Districte de Lichtenfels                                                                | Bad STaffElstein                                                        |                                                                                               | Baviera                                                                 |
| STL         | Districte d'Erzgebirge                                                                  | STolLberg/Erzgebirge                                                    |                                                                                               | Saxònia                                                                 |
| SU          | Districte de Rhin-Sieg                                                                  | SiegbUrg                                                                |                                                                                               | Rin del Nord-Westfàlia                                                  |
| SUL         | Districte d'Amberg-Sulzbach                                                             | SULzbach-Rosenberg                                                      |                                                                                               | Baviera                                                                 |
| SÜW         | Districte de Südliche Weinstraße                                                        | SÜdliche Weinstraße                                                     |                                                                                               | Renània-Palatinat                                                       |
| SW          | Districte urbà de Schweinfurt i districte de Schweinfurt                                | SchWeinfurt                                                             |                                                                                               | Baviera                                                                 |
| SWA         | Districte de Rheingau-Taunus                                                            | Bad SchWAlbach                                                          |                                                                                               | Hessen                                                                  |
| SY          | Districte de Diepholz                                                                   | SYke                                                                    | Matrícula alemanya districte de Diepholz codi per Syke                                        | Baixa Saxònia                                                           |
| SZ          | Districte urbà de Salzgitter                                                            | SalZgitter                                                              |                                                                                               | Baixa Saxònia                                                           |
| SZB         | Districte d'Erzgebirge                                                                  | SchwarZenBerg/Erzgebirge                                                |                                                                                               | Saxònia                                                                 |
| TBB         | Districte de Main-Tauber                                                                | TauBerBischofsheim                                                      |                                                                                               | Baden-Württemberg                                                       |
| TDO         | Districte de Nordsachsen dins del districtre de Leipzig                                 | Reforma dels districtes de Torgau, Delitzsch i Oschatz                  |                                                                                               | Saxònia                                                                 |
| TE          | Districte de Steinfurt                                                                  | TEcklenburg                                                             | Matrícula alemanya districte de Steinfurt codi per Tecklenburg                                | Rin del Nord-Westfàlia                                                  |
| TET         | Districte de Rostock                                                                    | TETerow                                                                 |                                                                                               | Mecklemburg-Pomerània Occidental                                        |
| TF          | Districte de Teltow-Fläming                                                             | Teltow-Fläming                                                          |                                                                                               | Brandenburg                                                             |
| TG          | Districte de Nordsachsen dins del districtre de Leipzig                                 | TorGau                                                                  |                                                                                               | Saxònia                                                                 |
| THL         | Govern i Parlament de Turíngia                                                          | THüringer Landesregierung und Landtag                                   |                                                                                               | Turíngia                                                                |
| THW         | Agència Federal d'Ajuda Tècnica                                                         | Bundesanstalt Technisches HilfsWerk                                     |                                                                                               | nacional                                                                |
| TIR         | Districte de Tirschenreuth                                                              | TIRschenreuth                                                           |                                                                                               | Baviera                                                                 |
| TO          | Districte de Nordsachsen dins del districtre de Leipzig                                 | Antic districte de Torgau-Oschatz                                       |                                                                                               | Saxònia                                                                 |
| TÖL         | Districte de Bad Tölz-Wolfratshausen                                                    | Bad TÖLz                                                                |                                                                                               | Baviera                                                                 |
| TP          | Districte d'Uckermark                                                                   | TemPlin                                                                 |                                                                                               | Brandenburg                                                             |
| TR          | Districte urbà de Trèveris i districte de Trèveris-Saarburg                             | TRier                                                                   | Matrícula alemanya districte urbà de Trèveris                                                 | Renània-Palatinat                                                       |
| TS          | Districte de Traunstein                                                                 | TraunStein                                                              |                                                                                               | Baviera                                                                 |
| TÜ          | Districte de Tübingen                                                                   | TÜbingen                                                                |                                                                                               | Baden-Württemberg                                                       |
| TUT         | Districte de Tuttlingen                                                                 | TUTtlingen                                                              |                                                                                               | Baden-Württemberg                                                       |
| ÜB          | Districte de Bodensee                                                                   | ÜBerlingen                                                              |                                                                                               | Baden-Württemberg                                                       |
| UE          | Districte d'Uelzen                                                                      | UElzen                                                                  |                                                                                               | Baixa Saxònia                                                           |
| UEM         | Districte de Vorpommern-Greifswald                                                      | UEckerMünde                                                             |                                                                                               | Mecklemburg-Pomerània Occidental                                        |
| UFF         | Districte de Neustadt an der Aisch-Bad Windsheim                                        | UFFenheim                                                               |                                                                                               | Baviera                                                                 |
| UH          | Districte d'Unstrut-Hainich                                                             | Unstrut-Hainich-Kreis                                                   |                                                                                               | Turíngia                                                                |
| UL          | Districte urbà d'Ulm i districte d'Alps-Danubi                                          | ULm                                                                     | Matrícula alemanya districte urbà d'Ulm i d'Alps-Danubi                                       | Baden-Württemberg                                                       |
| UM          | Districte d'Uckermark                                                                   | UckerMark                                                               |                                                                                               | Brandenburg                                                             |
| UN          | Districte d'Unna                                                                        | UNna                                                                    |                                                                                               | Rin del Nord-Westfàlia                                                  |
| USI         | Districte de Hochtaunuskreis                                                            | USIngen                                                                 |                                                                                               | Hessen                                                                  |
| V           | Districte de Vogtland                                                                   | Vogtland                                                                |                                                                                               | Saxònia                                                                 |
| VAI         | Districte de Ludwigsburg                                                                | VAIhingen an der Enz                                                    |                                                                                               | Baden-Württemberg                                                       |
| VB          | Districte de Vogelsberg                                                                 | VogelsBerg                                                              |                                                                                               | Hessen                                                                  |
| VEC         | Districte de Vechta                                                                     | VEChta                                                                  |                                                                                               | Baixa Saxònia                                                           |
| VER         | Districte de Verden                                                                     | VERden                                                                  |                                                                                               | Baixa Saxònia                                                           |
| VG          | Districte de Vorpommern-Greifswald                                                      | Vorpommern-Greifswald                                                   |                                                                                               | Mecklemburg-Pomerània Occidental                                        |
| VIE         | Districte de Viersen                                                                    | VIErsen                                                                 | Matrícula alemanya districte de Viersen                                                       | Rin del Nord-Westfàlia                                                  |
| VK          | Districte urbà de Völklingen                                                            | VölKlingen                                                              |                                                                                               | Saarland                                                                |
| VOH         | Districte de Neustadt an der Waldnaab                                                   | VOHenstrauß                                                             |                                                                                               | Baviera                                                                 |
| VR          | Districte de Vorpommern-Rügen                                                           | Vorpommern-Rügen                                                        |                                                                                               | Mecklemburg-Pomerània Occidental                                        |
| VS          | Districte de Schwarzwald-Baar                                                           | Villingen-Schwenningen                                                  | Matrícula alemanya de temporada districte de Schwarzwald-Baar codi per Villingen-Schwenningen | Baden-Württemberg                                                       |
| W           | Districte urbà de Wuppertal                                                             | Wuppertal                                                               | Matrícula alemanya districte urbà de Wuppertal                                                | Rin del Nord-Westfàlia                                                  |
| WA          | Districte de Waldeck-Frankenberg                                                        | WAldeck                                                                 |                                                                                               | Hessen                                                                  |
| WAF         | Districte de Warendorf                                                                  | WArendorF                                                               |                                                                                               | Rin del Nord-Westfàlia                                                  |
| WAK         | Districte de Wartburg                                                                   | WArtburgKreis                                                           |                                                                                               | Turíngia                                                                |
| WAN         | Districte d'Herne                                                                       | WANne-Eickel                                                            |                                                                                               | Rin del Nord-Westfàlia                                                  |
| WAT         | Districte urbà de Bochum                                                                | WATtenscheid                                                            |                                                                                               | Rin del Nord-Westfàlia                                                  |
| WB          | Districte de Wittenberg                                                                 | WittenBerg                                                              |                                                                                               | Saxònia-Anhalt                                                          |
| WBS         | Districte d'Eichsfeld                                                                   | WorBiS                                                                  |                                                                                               | Turíngia                                                                |
| WDA         | Districte de Zwickau                                                                    | WerDAu                                                                  |                                                                                               | Saxònia                                                                 |
| WE          | Districte urbà de Weimar                                                                | WEimar                                                                  |                                                                                               | Turíngia                                                                |
| WEL         | Districte de Limburg-Weilburg                                                           | WEiLburg                                                                |                                                                                               | Hessen                                                                  |
| WEN         | Weiden in der Oberpfalz                                                                 | WEideN in der Oberpfalz                                                 |                                                                                               | Baviera                                                                 |
| WER         | Districte de Dillingen an der Donau                                                     | WERtingen                                                               |                                                                                               | Baviera                                                                 |
| WES         | Districte de Wesel                                                                      | WESel                                                                   |                                                                                               | Rin del Nord-Westfàlia                                                  |
| WF          | Districte de Wolfenbüttel                                                               | WolFenbüttel                                                            |                                                                                               | Baixa Saxònia                                                           |
| WHV         | Districte de Wilhelmshaven                                                              | WilhelmsHaVen                                                           | Matrícula alemanya districte de Wilhelmshaven                                                 | Baixa Saxònia                                                           |
| WI          | Districte urbà de Wiesbaden                                                             | WIesbaden                                                               | Matrícula alemanya districte de Wiesbaden                                                     | Hessen                                                                  |
| WIL         | Districte de Bernkastel-Wittlich                                                        | WIttLich                                                                |                                                                                               | Renània-Palatinat                                                       |
| WIS         | Districte de Nordwestmecklenburg                                                        | WISmar                                                                  |                                                                                               | Mecklemburg-Pomerània Occidental                                        |
| WIT         | Districte d'Ennepe-Ruhr                                                                 | WITten                                                                  |                                                                                               | Rin del Nord-Westfàlia                                                  |
| WIZ         | Districte de Werra-Meißner                                                              | WIZzenhausen                                                            |                                                                                               | Hessen                                                                  |
| WK          | Districte d'Ostprignitz-Ruppin                                                          | WittstocK/Dosse                                                         |                                                                                               | Brandenburg                                                             |
| WL          | Districte d'Harburg                                                                     | Winsen an der Luhe                                                      |                                                                                               | Baixa Saxònia                                                           |
| WLG         | Districte de Pomerània-Occidental-Greifswald                                            | WoLGast                                                                 |                                                                                               | Mecklemburg-Pomerània Occidental                                        |
| WM          | Districte de Weilheim-Schongau                                                          | WeilheiM in Oberbayern                                                  |                                                                                               | Baviera                                                                 |
| WMS         | Districte de Börde                                                                      | WolMirStedt                                                             |                                                                                               | Saxònia-Anhalt                                                          |
| WN          | Districte de Rems-Murr                                                                  | WaiblingeN                                                              | Matrícula alemanya districte de Rems-Murr codi per Waiblingen                                 | Baden-Württemberg                                                       |
| WND         | Districte de Sankt Wendel                                                               | Sankt WeNDel                                                            | Matrícula alemanys districte de Sankt Wendel                                                  | Saarland                                                                |
| WO          | Districte urbà de Worms                                                                 | WOrms                                                                   |                                                                                               | Renània-Palatinat                                                       |
| WOB         | Districte urbà de Wolfsbourg                                                            | WOlfsBurg                                                               |                                                                                               | Baixa Saxònia                                                           |
| WOH         | Districte de Cassel                                                                     | WOlfHagen                                                               |                                                                                               | Hessen                                                                  |
| WOL         | Districte d'Ortenau                                                                     | WOLfach                                                                 |                                                                                               | Baden-Württemberg                                                       |
| WOR         | Districte de Bad Tölz-Wolfratshausen, districte rural de Múnic i districte de Starnberg | WOlfRatshausen                                                          | Matrícula alemanya districte de Bad Tölz-Wolfratshausen                                       | Baviera                                                                 |
| WOS         | Districte de Freyung-Grafenau                                                           | WOlfStein                                                               |                                                                                               | Baviera                                                                 |
| WR          | Districte de Harz                                                                       | WernigeRode                                                             | Matrícula alemanya districte de Harz codi per Wernigerode                                     | Saxònia-Anhalt                                                          |
| WRN         | Districte de Mecklenburgische Seenplatte                                                | WaReN                                                                   |                                                                                               | Mecklemburg-Pomerània Occidental                                        |
| WS          | Districte de Rosenheim                                                                  | WaSserburg am Inn                                                       |                                                                                               | Baviera                                                                 |
| WSF         | Districte de Burgenland                                                                 | WeisSenFels                                                             |                                                                                               | Saxònia-Anhalt                                                          |
| WST         | Districte d'Ammerland                                                                   | WesterSTede                                                             |                                                                                               | Baixa Saxònia                                                           |
| WSW         | Districte de Görlitz                                                                    | WeisSWasser                                                             |                                                                                               | Saxònia                                                                 |
| WT          | Districte de Waldshut                                                                   | Waldshut-Tiengen                                                        |                                                                                               | Baden-Württemberg                                                       |
| WTM         | Districte de Wittmund                                                                   | WitTMund                                                                | Matrícula alemanya districte de Wittmund                                                      | Baixa Saxònia                                                           |
| WÜ          | Districte urbà de Würzburg i districte de Würzburg                                      | WÜrzburg                                                                | Matrícula alemanya districte de Würzburg                                                      | Baviera                                                                 |
| WUG         | Districte de Weissenburg-Gunzenhausen                                                   | WeißenbUrg-Gunzenhausen                                                 |                                                                                               | Baviera                                                                 |
| WÜM         | Districte de Cham                                                                       | WaldMÜnchen                                                             |                                                                                               | Baviera                                                                 |
| WUN         | Districte de Wunsiedel im Fichtelgebirge                                                | WUNsiedel                                                               |                                                                                               | Baviera                                                                 |
| WUR         | Districte de Leipzig                                                                    | WURzen                                                                  |                                                                                               | Saxònia                                                                 |
| WW          | Districte de Westerwald                                                                 | WesterWaldkreis                                                         | Matrícula alemanya districte de Westerwald                                                    | Renània-Palatinat                                                       |
| WZ          | Districte urbà de Wetzlar                                                               | WetZlar                                                                 |                                                                                               | Hessen                                                                  |
| WZL         | Districte de Börde                                                                      | WanZLeben-Börde                                                         |                                                                                               | Saxònia-Anhalt                                                          |
| X           | Codi de l'Organització del Tractat de l'Atlàntic Nord (OTAN)                            | Codi de l'Organització del Tractat de l'Atlàntic Nord (OTAN)            | Codi de l'Organització del Tractat de l'Atlàntic Nord (OTAN)                                  | Codi de l'Organització del Tractat de l'Atlàntic Nord (OTAN)            |
| Y           | Codi de l'Exèrcit alemany (Bundeswehr)                                                  | Codi de l'Exèrcit alemany (Bundeswehr)                                  | Codi de l'Exèrcit alemany (Bundeswehr)                                                        | Codi de l'Exèrcit alemany (Bundeswehr)                                  |
| Z           | Districte de Zwickau                                                                    | Zwickau                                                                 |                                                                                               | Saxònia                                                                 |
| ZE          | Districte d'Anhalt-Bitterfeld                                                           | ZErbst                                                                  |                                                                                               | Saxònia-Anhalt                                                          |
| ZEL         | Districte de Cochem-Zell                                                                | ZELl an der Mosel                                                       |                                                                                               | Renània-Palatinat                                                       |
| ZI          | Districte de Görlitz                                                                    | ZIttau                                                                  |                                                                                               | Saxònia                                                                 |
| ZIG         | Districte de Schwalm-Eder                                                               | ZIeGenhain                                                              |                                                                                               | Hessen                                                                  |
| ZP          | Districte d'Erzgebirge                                                                  | ZschoPau                                                                |                                                                                               | Saxònia                                                                 |
| ZR          | Districte de Greiz                                                                      | ZeulenRoda-Triebes                                                      |                                                                                               | Turíngia                                                                |
| ZW          | Districte urbà de Zweibrücken                                                           | ZWeibrücken                                                             | Matrícula alemanya districte Zweibrücken                                                      | Renània-Palatinat                                                       |
| ZZ          | Districte de Burgenland                                                                 | ZeitZ                                                                   |                                                                                               | Saxònia-Anhalt                                                          |